# 동구권

티토-스탈린 결렬 이전 동구권의 강역

동구권(東歐圈, 영어: Eastern Bloc) 또는 공산권(共産圈)은 과거 동유럽과 중앙유럽의 마르크스-레닌주의 국가들의 국제주의적 연합을 일컫는 말로, 코민포름, 코메콘, 바르샤바 조약의 가입국이 여기에 해당된다.

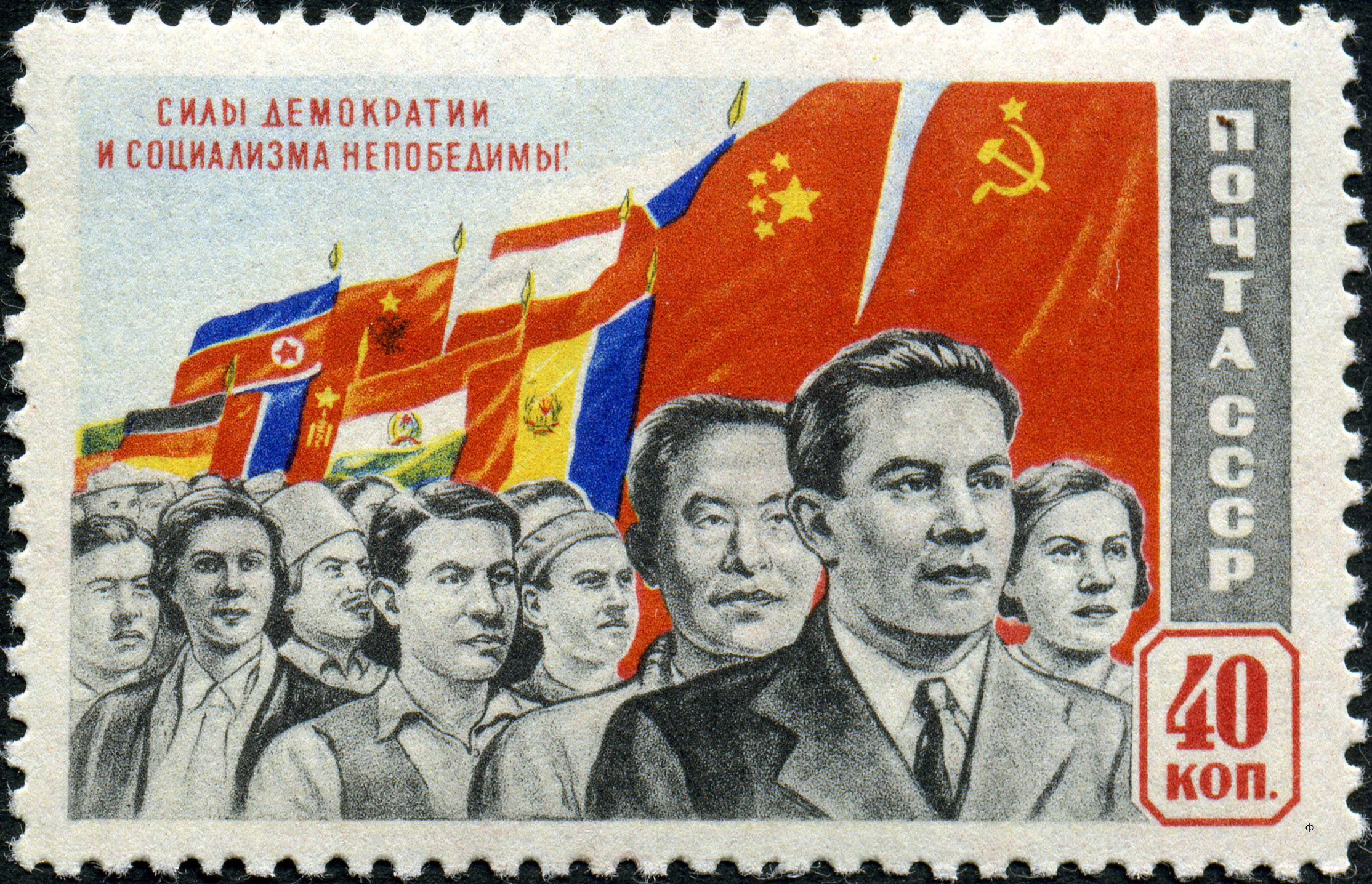
동구권 구성국의 국기를 묘사한 1950년의 소련 우표

동구권의 개념은 1944년부터 동유럽의 국가들에서 공산주의 혁명이 일어나고 마르크스-레닌주의 국가가 수립되면서 처음으로 확립되었다. 1947년 미국의 트루먼 독트린으로 인해 냉전이 발발하자, 소련은 코민포름을 설치하고 즈다노프 독트린을 발표함으로써 미국의 냉전 정책에 대응하였다. 1949년 미국이 마셜 계획을 발표하자 소련과 동구권 구성국들은 코메콘을 추가적으로 설치하여 마르크스-레닌주의 국가간의 국제연대를 강화하였다.

## 역사
1922년 12월 30일의 소비에트 대회에서 러시아 소비에트 연방 사회주의 공화국과 우크라이나 소비에트 사회주의 공화국, 벨로루시 소비에트 사회주의 공화국, 자캅카스 소비에트 연방 사회주의 공화국은 소비에트 사회주의 공화국 연방 창설 조약을 승인하여, 소비에트 사회주의 공화국 연방이 탄생하였다. 소비에트 지도자 이오시프 스탈린은 소련을 "공산주의의 섬"으로 보았으며, 소련은 "지금의 자본주의 주변 세력들이 공산주의 세력으로 바뀌게 될 것"을 보게 되리라고 말하였다.:46

### 1939년 ~ 1940년의 소비에트 연방의 확대
1939년 8월 23일 소련은 나치 독일 과 리벤트로프-몰로토프 밀약을 맺어 동유럽을 독일과 소련이 각각 분할하기로 하는 비밀 의정서를 만들었다. 폴란드 동부, 라트비아, 에스토니아, 핀란드, 루마니아 북부의 베사라비아는 소련의 영향권에 두기로 인정받았다. 1939년 9월 두 번째 밀약에서 리투아니아도 소련의 몫으로 추가되었다.
독일군이 폴란드 서부를 침공(9월 1일)하고 2주 뒤에 소련은 밀약에서 보장받은 폴란드 동부 지역을 침공(9월 17일)하여 독일군과 폴란드에서 공조하였다.:43 소련이 폴란드 동부를 점령하는 동안 소련은 폴란드 국가를 해체하고, 독일-소련 회의에서 "폴란드 지역"의 미래 구조에 대하여 언명하였다.:131 소비에트 당국은 새로이 병합한 폴란드 땅에 즉시 소비에트화 작전을 개시하였다. 소비에트 당국은 농업을 집단화하였으며, 폴란드의 정부 재산과 개인 재산을 당유화하여 재분배하였다.:11
소련이 발트 3국을 처음으로 점령한 것은 1940년 6월 중순의 일이었는데, 소련의 내무인민위원회는 리투아니아, 에스토니아, 라트비아의 국경 초소를 급습하였고,:20 각 군대들을 물리치고 소비에트 간부단으로 대신하였다.:20 의회와 여타 정부 부처의 공직자를 뽑는 선거에서는 명부에 후보자가 한 명씩밖에 없었는데, 선거의 공식 결과에서 친(親)소련 후보가 에스토니아에서는 92.8%, 라트비아에서는 97.6%, 리투아니아에서는 99.2%의 표를 얻었다.:21 그렇게 구성된 의회는 곧 소비에트 연방에 가입할 것을 요청하였으며, 소련의 승인을 얻어 에스토니아 소비에트 사회주의 공화국, 라트비아 소비에트 사회주의 공화국, 리투아니아 소비에트 사회주의 공화국으로 소련에 병합되었다.:21 국제 사회는 소련의 발트 3국 병합을 불법으로 보고 비판하였다.:117
소련은 핀란드를 침공(1939년 11월 30일 ~ 1940년 3월 13일)하지만 실패하였으며, 양자는 휴전 협정을 맺고, 소비에트 연방에 카리알라 동부 지역(핀란드 영토의 10%)를 넘겨주었으며, 이 땅과 카리알라 소비에트 사회주의 자치 공화국을 합쳐 카리알라-핀란드 소비에트 사회주의 공화국을 세웠다. 1940년 6월에 소련이 루마니아에 베사라비아, 부코비나, 헤르차 지역을 요구하는 최후 통첩을 보낸 이후,:55:794 소련은 이들 지역에 진입하여 루마니아는 할 수 없이 굴복하고 요구를 들어주었다.:55

### 동부 전선과 연합국의 회담

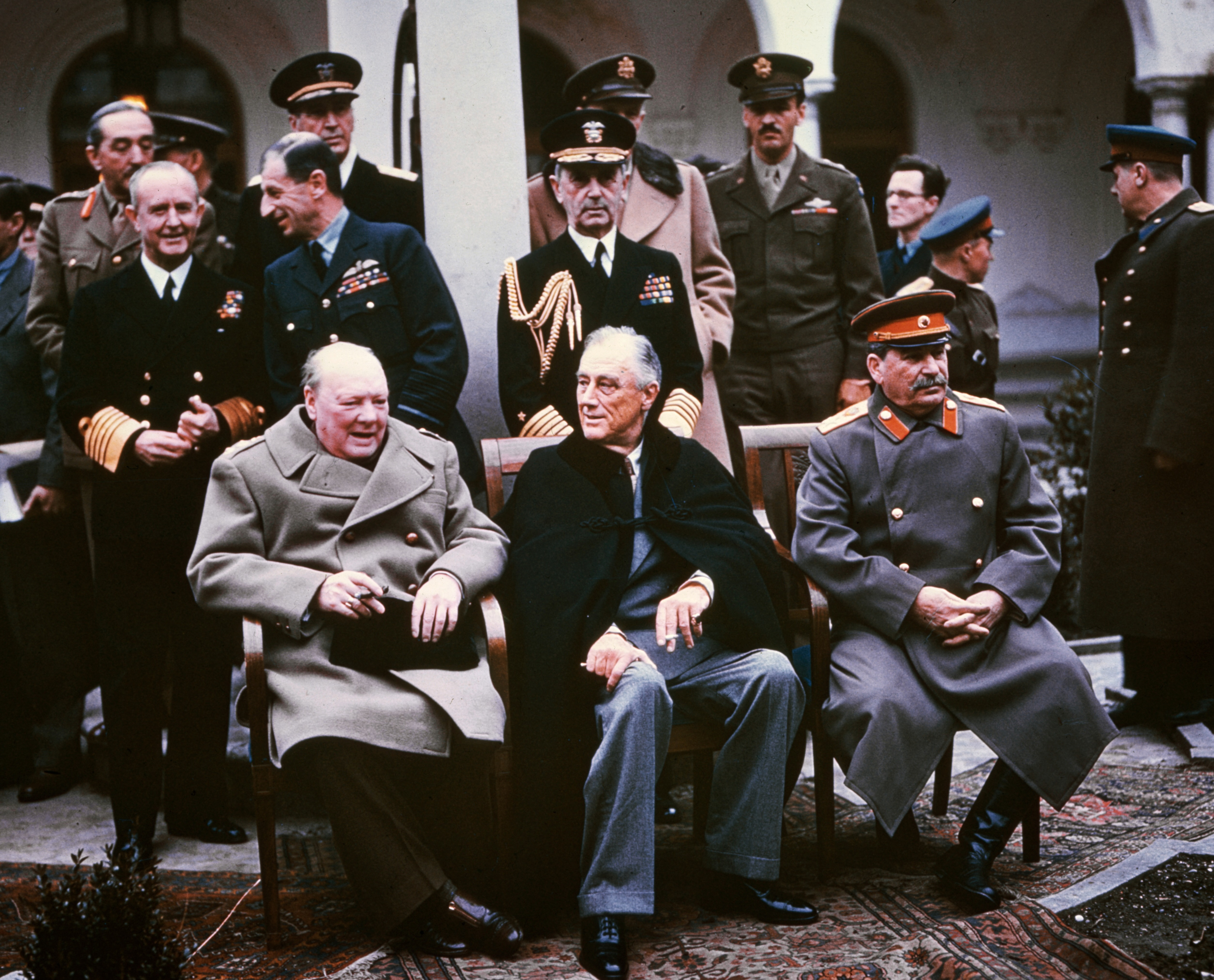
연합국의 세 정상. 영국의 윈스턴 처칠 수상, 미국의 프랭클린 D. 루즈벨트 대통령, 소련의 이오시프 스탈린 서기장이 1945년 2월 얄타 회담에서 만났다.

1941년 6월 독일은 불가침 조약을 깨고 소련과 여타 동유럽 지역을 침공하였다. 이 때부터 1944년까지 소련이 점령하던 지역은 독일의 오스틀란트(Ostland)의 일부가 되었다.(몰다비아 소비에트 사회주의 공화국 제외) 그 후 소련은 동부 전선에서 일련의 전투를 치르며 독일을 서쪽으로 밀어냈다. 핀란드에서는 계속 전쟁이 일어난 뒤 양자는 1944년에 소련에게 영토를 더 내어주는 정전 협정을 맺어 소련은 과거 휴전 조약에 따른 카렐리야-핀란드 소비에트 사회주의 공화국과 더불어 핀란드 동부 거의 전체의 영토를 병합하였다.
1943년에서 1945년까지 전후 유럽 문제를 놓고 연합국이 몇 차례 회담을 열었는데, 여기서 부분적으로 소련이 중앙유럽 국가를 병합하여 지배할 수 있다는 이야기가 나왔다. 영국의 윈스턴 처칠 수상은 중앙유럽 정책을 놓고 미국 프랭클린 루즈벨트 대통령과 매우 다른 생각을 하였다. 처칠은 소련 지도자 스탈린이 혐오스러운 체제를 이끄는 "악마"같은 폭군이라고 보았다.:51 반면, 루즈벨트는, 스탈린이 유럽 일부 지역을 지배할 수 있다고 경고하자 스탈린과 자신의 관계에 대한 이유를 단적으로 드러내는 말로 대답하였는데 "나는 스탈린이 그런 사람이 아니리라고 생각하였다...... 나는 만약 내가 그에게 모든 것을 준다면, 나는 아마 그에게 아무것도 돌려달라고 청할 수 없을 것이다. 노블레스 오블리주에 따라 그는 아무것도 빼앗지 않고 나와 함께 세계의 민주주의와 평화를 위해 일할 것이다.":52 1943년 12월 테헤란 회담에서 처칠·스탈린·루즈벨트의 회동시, 처칠은 "영국은 폴란드가 독립 국가로서 복원되는데 지대한 관심이 있다."고 말하였다.:44 그러나, 영국의 실무진은 이 문제가 연합국간에 마찰의 소지가 될 것을 우려하여 폴란드 문제를 꺼내길 우려하였다.:44
1945년 2월 얄타 회담에서 스탈린은 동유럽을 소비에트의 정치적 영향권 아래에 둘 것을 요구하였다.:241,244 스탈린은 결국 처칠과 루즈벨트에 설복되어 독일을 분할하지 않기로 하였다.:241,244 스탈린은 소련이 당초 1939년 자국이 침공하여 얻은 폴란드 동부 영토를 계속 유지할 것이며, 親소련파 폴란드 정부가 폴란드 나머지 땅에서도 집권할 것을 원한다고 밝혔다.:241,244 처칠과 루스벨트는 저항하였으나 스탈린은 당시 친소련파 정부가 폴란드에서 더욱 폭넓은 민주적 기반에 따라 재조직하기로 약속하였다.:241,244 그는 새 정부의 주요 과업은 선거를 준비하는 일이 되리라고 말하였다.:47~48 얄타에서 연합국은 나아가 해방된 유럽 국가들과 과거 추축국의 위성국가들이 "자신들을 통치할 정부의 형태를 정할 모든 인민의 권리"에 따라 "자신들의 선택에 따라 민주적인 정부를 세우게끔" 허용하기로 합의하였다. 이들은 또 이들 각국에 "자유 선거에 따라 새 정부가 들어 서도록 서약한" 과도 정부를 세울 수 있도록 도우며, "그러한 선거를 여는 데 필요한 일을 촉진"하기로 합의하였다. 독일이 무조건 항복을 선언한 뒤 1945년 7월~8월에 열린 포츠담 회담에서 스탈린은 처칠에게 중앙유럽의 "소비에트화"를 자제하겠다는 이전 약속을 반복하였다. :274-78 이와 더불어 스탈린은 양과 질의 제한 없이 패전국의 재산을 소련이 바로 점유할 수 있도록 하는 "전리품"을 요구하였다. 이 문제에 대해 약간의 제한을 허용하는 조항이 추가되었다.:90~91

### 동구권의 형성
소련 외무 장관 뱌체슬라프 몰로토프가 얄타 협정의 규정이 스탈린의 중앙유럽 계획에 방해가 될 수 있다는 우려를 표명하자, 스탈린은 "걱정하지 마시오. 우리는 나중에 우리식대로 할거요."라고 답하였다.:289 소련군이 동부와 중앙 유럽 국가에 남아 이들 나라에 공산주의 괴뢰 정권을 세우자, 처칠은 이 지역이 러시아의 지배를 받는 "철의 장막" 너머에 있다고 말하였다. 처음에 여러 서방 국가들은 이 발언을 전쟁 도발로 비판하였으나, 오늘날 많은 역사가들은 이들의 생각을 바꾸었다. 또 동구권의 구성 국가들을 소비에트 연방의 "위성 국가"로 칭하기도 한다.

## 초기의 지배 과정
1944년 ~ 1945년 당시 붉은 군대가 점령한 지역이 처음으로 안게 된 문제는 점령군의 권력을 어떻게 각국 내부 발전의 통제로 변형시킬지에 대한 것이었다.:35 체코슬로바키아 이외에 이들 모든 나라에서는 공산주의자들이 소수에 불과하였기 때문에,:39 우선 이들은 각자 연대를 형성하도록 지령받았다.:36 전쟁이 끝나자, 저항 세력을 중립화하고, 각 정권이 지역 토착의 정부로 보이고 "부르주아 민주주의"와 유사하게 보일 수 있도록 하기 위해서는 러시아의 역할을 숨기는 것이 중요해졌다:39 처음에 소비에트가 이들 나라를 지배하는 방식은 대개 3단계의 "블록 정치" 과정으로 이루어졌다. (1) 좌익과 反파시즘 세력이 포괄적인 연대를 이루게 한다. (2) 위장 연대를 조직하여, 여기에서 공산주의자들은 공산주의의 지배를 받아들이지 않으려는 다른 세력들의 구성원을 중립화한다. (3) 완전한 공산주의 지배를 이루는데, 흔히 공산주의자와 여타 좌익 집단이 연합한 새 정당으로 이루어진다.:211

### 재산 이전 조치
제2차 세계 대전이 끝나던 때에 중앙유럽 지역 거의 대부분과 특히 소비에트 연방은 심각하게 파괴된 상황이었다.:29~30 소련은 2,700만 명이라는 어마어마한 인구가 목숨을 잃었으며, 중요한 산업 시설과 인프라가 파괴되었는데, 이는 나치 독일 국방군이 저지른 일이었지만 이와 더불어 소련도 모스크바로부터 15마일 이내서부터 카자흐스탄, 그루지야 국경에 이르기까지 나치 독일이 진입하면서, 이들의 약탈을 막기 위해 "초토 작전"을 폈기 때문이기도 하였다.:29~30 그리하여 소련은 중앙유럽의 산업 자산을 자국으로 이전하였다.:29~30 이런 행위는 특히 루마니아나 헝가리 등 유럽의 과거 추축국 국가에서 두드려졌는데 이런 곳에서는 소련군의 자산 이전이 징벌적인 배상으로 여겨졌다.(이 조치는 서방 국가들도 인정한 원칙이었다.):31 어떤 경우 붉은 군대의 장교들은 도시나 마을, 농장을 놓고 전리품을 얻는 곳으로 여기기도 하였다. 다른 소비에트 블록 국가들은 석탄, 산업 장비, 기술, 차량과 그 외에 소련을 재건하기 위해 필요한 자원을 제공하도록 요구받았다.:461 1945년에서 1953년까지 이를 통해 소련은 미국이 마셜 계획으로 서유럽에 지원한 운반량에 거의 필적하다시피 할 정도로 많은 양의 자원을 여타 동구권 국가에서 자국으로 이전하였다.:461

### 동독

연합군 점령하 독일의 최종도. 소련이 점령한 부분이 동독이다.

독일의 비옥한 지역 상당 부분을 차지하는 오데르-나이세선 동쪽의 독일 영토 거의 대부분은 소비에트가 지배하는 폴란드령으로 넘어갔다.:5 제2차 세계 대전이 끝나고 소련 군대 장교들이 분할된 독일의 소련 통치 지역에서 조직적으로 강탈과 성폭력(성폭력의 희생자 수는 10,000~2,000,000명에 이른다.)을 일삼자 곧 정치적 반대가 일어났다.:12
1945년 6월 회담에서 스탈린은 소련이 점령한 독일 지역의 독일인 공산주의 지도자에게 자신은 영국 점령지에서 영국의 위치를 점차 잠식하고, 미국이 1, 2년 내에 철수하며, 독일 전체가 소비에트권의 공산주의자 통치로 들어올 수 있도록 아무에게도 방해받지 않기를 바란다고 말하였다.:13 1946년 초 스탈린과 다른 지도자들은 불가리아와 유고슬라비아의 대표단을 만난 자리에서 독일이 소비에트이자 공산주의자가 되어야 한다고 말하였다.:13 공장, 장비, 기술자, 경영자, 능력있는 요인들이 강제로 소련으로 이전되었다.:12 소비에트의 지배를 받는 여타 중앙유럽 지역과 사실상 마찬가지로 동독에서의 집권 공산당의 주요 임무는 소련의 명령을 행정 기관에 하달하고, 블록의 다른 세력에게는 이를 자신의 주도로 이루어진 것이라고 위장하는 일이었다.:94~95 스탈린의 지령에 따라 소비에트 당국은 강제로 독일 공산당과 사회민주당을 독일 사회주의통일당(SED)으로 합병하였는데, 이때 이 당이 마르크스-레닌주의도 아니고, 소비에트 지향도 아니라고 주장하였다.:96~100 독일 사회주의통일당은 1946년 독일의 소련 점령 지역 선거에서 - 소비에트 당국은 반대 세력을 억압하고 여러 경쟁 정당들이 농촌 지역에 참가하지 못하도록 막았지만 - 겨우 근소한 차이로 승리하였다.:106 재산과 산업은 당 소유로 되었다.:96~100 정해진 선을 넘어서는 발언이나 행동을 한 사람은 견책을 당하고, 여러 사람들이 보지 않는 데서 징역, 고문 심지어 처형 등 처벌이 따랐다.:94~95 학교 교육에서도 마르크스-레닌주의 사상을 주입하는 것이 학교 교육 과정에서 강제 사항이 되어 교수들과 학생들이 서방으로 탈주하였다.:47 정부나 사법 기관 혹은 학교에 임직하려는 지원자는 사상 검증을 받아야 하였다.:47 소비에트의 스메르시 비밀 경찰:96~100 등 정교한 정치 경찰 조직이 면밀하게 인민을 감시하였다.:47 엄격한 검열 제도 때문에 출판과 방송을 접하는 데도 통제가 따랐다.:47
공산주의자가 아닌 독일 사회주의통일당 반대 세력으로 남은 사람들에게도 첩자가 잠입하여 소비에트의 통합을 지원하기 위하여 이들과 서방 점령 지역 내 "부르주아" 세력의 관계를 이용하였는데, 그러면서도 한편 사회주의통일당의 배후에서 과거 나치 세력과 전문 군 장교를 규합하기 위하여 독일 국가민주당(NDPD)이 창설되었다.:162 1948년 초 티토-스탈린 결렬 당시 사회주의통일당은 러시아를 추종하는 어용 독재 정당으로 변화하였다.:46 중요한 결정은 소련 공산당 중앙 위원회 기관이나 혹은 심지어 스탈린 한 사람의 지시를 거쳐야 하였다.:94~95 1949년 초 이제 사실상 내부에서 자신들이 스스로 선출하는 소수 집단인 소련식 정치국이 사회주의통일당을 지배하게 되었다.:46 1949년 10월 7일 독일 민주 공화국의 건국이 선포되었으며, 이때 소련 외무부에서 동독 정부에 행정권을 부여하였으나, 자치권은 주지 않았으며 점령 정권에 소련의 무제한적인 권한이 행사되며, 행정부, 군부, 비밀 경찰 조직에 소비에트 세력을 심어놓았다.:179

### 폴란드

폴란드 동부(회색)은 소비에트 연방 영토로 편입되었으며, 오데르-나이세선 서쪽 독일 땅 거의 대부분(분홍색)은 남은 폴란드(흰색)에 할양되었고, 이 두 지역이 새로이 창설한 폴란드 인민 공화국을 이루게 되었다.

1944년 7월 독일이 점령한 폴란드에 소련이 침입한 뒤 폴란드 망명 정부의 스타니스와프 미코와이치크 (Stanisław Mikołajczyk)는 처칠과 함께 모스크바에 가서 몰로토프-리벤트로프 조약에서 정한 폴란드 동부를 소련 영토로 병합하는 데 반대하였다.:47 폴란드는 미국 루즈벨트 대통령이 스탈린에게 "제시한" 위장된 노블레스 오블리주에 대한 對소련 정책의 첫 시험이 되었는데,:251 루즈벨트는 미코와이치크가 모스크바에 가기 전에 "걱정하지 마시오. 스탈린은 당신들의 자유를 뺏을 뜻이 없소."라고 말하였으며, 미국의 지지를 확보한 뒤 "나는 당신네 나라가 이번 전쟁 때문에 피해를 입지 않도록 하겠소."라고 말하였다.:252  미코와이치크는 더 작은 영토를 제시하였으나, 스탈린은 거부하였고, 그에게 자신은 폴란드 인민 해방 위원회(PKWN, 나중에는 "루블린 위원회")에 망명 정부가 참여할 수 있게 하겠다고 밝혔는데,:47~48 인민 해방 위원회는 소련의 전권대사 니콜라이 불가닌 상장이 직접 감독하는 위성 정당들과 공산주의자들로 구성된 집단이었다.:46 얄타 회담(1945년 2월)에서는 몰로토프-리벤트로프 조약에서 규정한 폴란드 동부 영토 거의 대부분을 소련 영토에 병합하기로 합의되었고, 한편 폴란드에게는 동독의 일부 지역을 대신 주기로 하였다.:47~48:212 그리하여 우크라이나 소비에트 사회주의 공화국과 벨로루시 소비에트 사회주의 공화국은 각각 폴란드 동부 영토 일부를 얻게 되었다.:47~48 소련은 오데르-나이세선 동쪽의 독일 땅(이곳은 독일의 비옥한 지역 상당 부분을 차지하였다.)을 폴란드에 양도하였다.:47~48:5 또 얄타에서 인민 해방 위원회로 구성된 소비에트의 과도 정부가 망명 정부를 포함하여 "폭넓은 민주적 기반에 따라" 재구성하며, 재구성한 정부는 가장 먼저 선거 준비를 하기로 합의하였다.:48
폴란드 인민 해방 위원회는 자신들이 폴란드 사회를 대표하는 지역 자생의 단체로 가장하면서, 정부 당국의 역할을 가지고 제2차 세계 대전 이전 런던에 있던 폴란드 망명 정부에 도전하였다.:46 얄타 회담에서 약속한 "자유롭고 공명정대한 선거"가 치러질지에 대한 의심이 점차 커지게 되었다.:218 나치에 저항한 세력을 비롯하여 비공산주의자와 빨치산은 조직적으로 처형되었다.:46 인민 해방 위원회가 자신들이 정부에 참여시키길 원하는 사람을 고를 수 있는 권리가 있다고 주장하자, 새로이 자유롭게 정부가 들어서리라는 기대는 물거품이 되었고, 소비에트의 내무인민위원회는 1945년 3월 정부 재구성 협상에 참여하려는 폴란드 반체제 인사 16명을 소련으로 잡아가 그해 6월에 전시 재판에 넘겼다.:48:218
이들 반체제 인사들이 장기 복역을 선고받는 사이, 정치범이 풀려나고 소련군이 물러나리란 기대는 강한 수비대나 실행 계획이 없어 사라지게 되었다.:49 그리하여 미코와이치크를 비롯한 폴란드 망명 정부 요인들은 다시 대중의 지지를 얻고 여러 세력들을 자신들의 대의에 끌어들여 블록 정치를 잠식하였다.:80 그러자 스탈린은 미코와이치크의 폴란드 인민당이 의회에 할당된 의석의 1/4만 받아들여야 하며, 그렇지 않으면 억압과 정치적 고립이 뒤따르리라고 명령하였다.:81 브와디스와프 고무우카와 볼레스와프 비에루트가 주도하는 폴란드 공산주의자들은 자신들의 지지가 약하다는 것을 알고 있었는데, 특히 "3번의 동의"(3 razy TAK; 3xTAK)이라는 정책에 대한 국민 투표에서 대규모 공산주의식 토지 개혁과 산업 당유화 등 제시된 개혁에 지지한 비중이 폴란드 인구의 1/3도 되지 않아 부결되었다. 미코와이치크의 인민당은 공산당 세력 바깥에서 자신들의 몫을 빼앗으려는 압력에 계속 저항하자, 선거구 1/4에서 인민당 후보가 자격을 박탈당하는가 하면 1,000,000명 이상의 인민당 활동자들이 체포되는:220 등 공공연히 테러를 당하게 되었으며:81:218, 면밀하게 조작된 부정 선거로 고무우카의 공산주의 세력은 절대다수를 확보하였다.
미코와이치크는 희망을 잃고 나라를 떠났다.:81 그의 지지자들은 무자비한 억압을 끊임없이 당하게 되었다.:81 1946년 10월 날조된 국민투표로 새 정부는 고용인 50명 이상의 모든 기업 뿐 아니라, 두 곳 이외의 모든 은행을 당유화하였다.:218 특히 1946년에 대중의 반대는 진압당하였으나 지하 활동은 여전히 잔존하였다.:110 1947년 1월에 열린 부정 선거로 1949년 비민주적인 공산주의 국가인 폴란드 인민 공화국이 공식적으로 들어섰다. 저항군은 우크라이나에 병합된 폴란드 동부 지역에서 계속 공산주의자들과 싸웠으며, 이에 소련은 1944년에서 1952년 사이에 600,000여 명의 사람들을 체포하고 이 가운데 1/3 정도를 처형하였으며, 나머지는 징역 또는 망명되는 등의 조치로 대응하였다.

### 헝가리
소련이 헝가리를 점령(1945년 2월)한 이후 소련은 이 나라의 중요한 자산을 점유하고, 내정을 통제할 수 있게 하는 가혹한 조치를 취하였다.:51 소련 점령기에 50,000명의 여성이 강간당한 것으로 추산된다.:70~71 붉은 군대가 계급의 적을 박해하기 위해 경찰 조직을 세우자 소련은 빈곤에 처한 헝가리 인민들이 다음 선거(1945년 11월)에서 공산주의자들을 지지하리라고 예상하였다.:85 그러나 공산주의자들은 겨우 17%의 지지를 얻고 참패하여 소지주당(小地主黨)의 틸디 졸탄 (Tildy Zoltan) 총리를 정점으로 하여 4개정당 연립정권이 구성되었다.(1946년 2월) 그러나 소련이 이에 간섭하여 틸디를 배제하고 중요한 부서에 공산주의자들을 넣은 정부를 세우고, 선거에서 이긴 독립 소농·농민·시민의 정당을 금지하는 등 억압적인 조치를 취하였다.:85 공산당은 "살라미 전술"로 반대 세력에게서 작은 양보를 계속 얻어내었다. 헝가리에서 전후 처음으로 절대다수를 얻어 자유 민주주의 체제를 세울 준비가 된 세력과 싸운 공산주의 지도자 라코시 마티아시는 살라미 소시지를 자르듯 적을 분열시킨다는 '살라미 전술'이란 말을 만들어내었다. 1945년 소련의 클리멘트 보로실로프 원수는 자유 선거로 선출된 헝가리 정부에게 내무부 장관직을 헝가리 공산당의 지명자에게 양보하도록 강요하였다. 공산주의자인 내무 장관 러이크 라슬로(Rajk László)는 비밀 경찰 국가 보호국(ÁVH)를 설치하여 협박, 참소, 폭력, 학대, 고문으로 정적들을 억압하였다.
1947년 초 소련은 라코시가 "계급 투쟁을 더욱 강조하는 노선"에 서도록 압력을 넣었다.:110 1947년 8월의 총선거에서 공산당은 제1당으로 진출하고 이의 지도를 받는 민족독립전선은 60.8%를 차지하였다. 1948년 6월에는 공산당이 사회당과 합병해서 근로자당(勤勞者黨)으로 개칭하고, 1949년 5월의 총선거에서는 99.8%를 얻었으며, 그 해 8월 20일에는 신헌법을 공포하여 헝가리 인민 공화국이 발족하였다. 라코시의 권력이 절정에 이르렀던 때에 그는 개인 숭배를 강화하였다.:375~377 "대머리 살인자"란 별명이 있는 라코시는 스탈린식의 정치·경제 계획을 모방하여, 헝가리는 유럽에서도 매우 잔혹한 독재 정치를 겪게 되었다. 그는 "스탈린의 헝가리인 최고 문하생":375~377과 "스탈린의 가장 뛰어난 학생":93~94을 자처하였다. 1940년대와 1950년대에 다른 곳보다 헝가리의 저항 운동이 심해서, 다른 위성 국가들보다 헝가리는 매우 잔혹한 억압 정책을 폈다. 1948년에서 1956년까지 대략 350,000명의 헝가리 공직자와 지식인들이 숙청되었다. 수천 명이 체포되고 고문당하고 재판을 받아 강제 수용소에 투옥되거나 동쪽으로 강제 이주되고 또는 처형당하는데, 그 중에는 국가 보호국을 창설한 러이크 라슬로(Rajk László)도 있었다.:317
헝가리에서는 처음으로 소비에트 블록 공산주의에 대한 최초의 대규모 반대 운동으로, 헝가리 사람들이 자유, 민주주의, 정치 탄압 종식을 요구한 1956년 헝가리 혁명(1956년 10월 23일)이 일어났다. 혁명에 의해 10월 24일 수상으로 임명된 임레 너지는 소련의 간섭에서 벗어나고자 바르샤바 조약 기구 탈퇴를 선언했다. 그러자, 소련의 붉은 군대가 헝가리를 침공하여 반공 시위를 무력으로 진압하여 강제로 혁명을 무너뜨리고 독자 노선 추구를 이끈 임레 너지를 사형시키는 등, 혁명 지도자들을 죽이면서 혁명은 실패하였다. 1940년대부터 1960년대에 이르기까지 헝가리에서는 집단농장화가 계속되었다.:473 1956년 헝가리 혁명을 진압하고자 소련군이 침공하여(그 와중에 지도자 너지 임레가 처형되었다.) 국가 통제가 더욱 강력해진 지 거의 10년이 지나서야 굴라시 공산주의에서 약간의 억압 조치를 완화하였다. 1956년 10월의 '헝가리 의거'가 있은 뒤에 라코시(1952∼1953년 수상)는 당의 명칭을 사회주의노동자당으로 개칭하고 당의 숙청을 단행했다. 또한 작가연맹(作家聯盟)을 해산시켰으며, 노동자평의회(勞動者評議會)를 금지시켰으며, 1959년부터 61년에 걸쳐서 농업집단화를 완성하였다. 하지만 이후 헝가리는 중앙유럽의 자유 민주화를 주도한다. 카다르 제1서기는 소련의 제22차 당대회 후에 새로운 노선을 채용하고, 1962년 8월에는 라코시·케레 등 스탈린주의자를 일소하였으며, 이듬해 3월에는 의거로 체포되어 있던 정치범들을 모두 석방시켰다. 1980년대 후반이 되자, 소련의 페레스트로이카와 함께, 공산당(헝가리사회주의노동자당) 독재의 한계가 드러났다. 1980년대 후반의 헝가리민주화운동의 결과, 1989년 5월, 헝가리는 서방측의 오스트리아와의 국경에 설치되어 있던 철조망 "철의 커튼"을 철거하고 국경을 개방하였다. 1989년 8월에는 헝가리사회주의노동자당이 하야하고, 1989년 10월 23일에는 신헌법(헝가리공화국헌법)의 시행으로, 다당제와 대통령제를 기반으로 한 자유 민주주의와 시장경제를 도입하고 국호를 헝가리 공화국으로 변경했다. 이로써 헝가리 인민 공화국은 명실 공히 붕괴하였다. 헝가리는 1980년대 말 바르샤바 조약 폐지와 코메콘 폐지도 주도하였다.

### 불가리아
1944년 9월 5일, 소비에트 연방은 불가리아가 독일을 돕고 자국 영토를 독일군이 이용하지 못하게 한다는 구실로 불가리아에 전쟁을 선언하였다.:50 나흘 뒤 붉은 군대는 국경을 넘어 다음날 밤 공산주의 쿠데타가 일어날 환경을 조성하였다.:50 그리하여 공산주의자가 조종하는 "애국 전선"이 등장하여 정전 협정이 체결되었다.:50 소피아의 소비에트 군 지휘관이 최고 권한을 가졌으며, 키몬 게오르기예프 등 그의 명령을 받는 공산주의자들은 국내 정치를 완전히 장악하였다.:50 1946년 10월 선거에서 정치 활동가들이 투옥되고, 신문 출판이 금지되었으며, 반대 세력 지지자들이 공산주의자 폭력단에게 곧잘 공격받는 등 야당 세력이 탄압받았다.:85 야당은 선거에서 28%의 표를 얻었으며, 이들의 의회 지도자 니콜라 페트코프는 계속 공산주의자의 탄압을 비판하였다.:85 1947년 6월 5일 페트코프는 의회 청사에서 체포되어 전시 재판으로 넘겨졌으며, 간첩 혐의로 사형을 선고받아, 그 해 9월 23일에 교수형에 처해졌다. 불가리아 비밀 경찰은 페트코프의 가짜 자백을 출판하여 내놓았다. 자백이 거짓임은 너무나 분명하여 물의를 빚었으며, 당국은 이에 대해 더 이상 언급하지 않았다. 그 후 불가리아 인민 공화국이 성립하였다.

### 체코슬로바키아

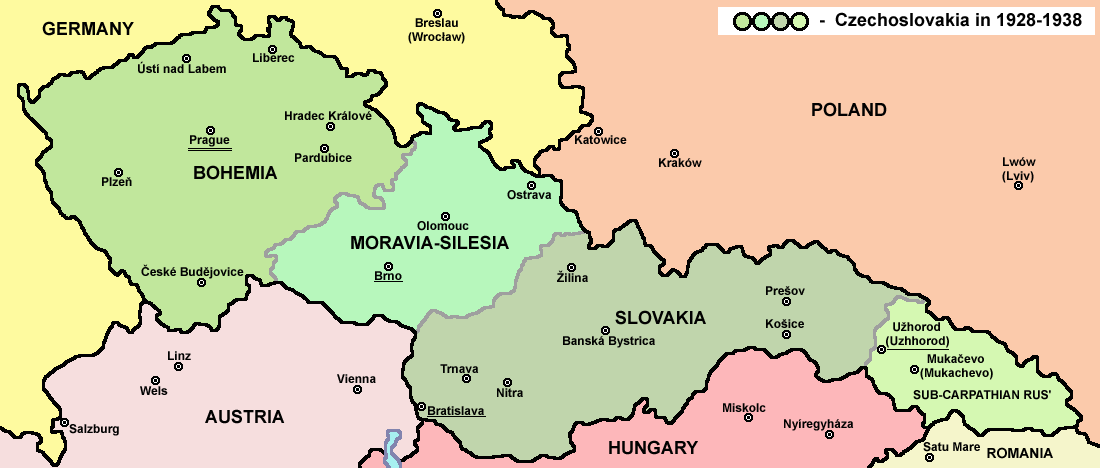
체코슬로바키아의 동쪽 끝에 있는 자카르파탸(카르파티아 루테니아) 지역(하늘색)은 소비에트 연방 영토로 병합되었으며, 나머지 영토가 체코슬로바키아 사회주의 공화국이 되었다.

1943년 체코슬로바키아의 망명 정치가 에드바르트 베네시 (Edvard Beneš)는 소련의 외교 정책에 무조건 따르라는 스탈린의 요구에 응하여, 베네시 선언에 따라 백만여 명이 넘는 주데텐의 독일인을 "부자"로 치부하여 추방하고, 헝가리인들도 쫓아냈다.:45 베네시는 스탈린과 군사·경제 분야에서 "긴밀한 전후 협조"를 약속하여, 체코슬로바키아의 "공산주의를 향한 인민의 길"에 따라 대지주의 재산, 공장, 광산, 제강소, 은행을 몰수하여 당유화하였다.:45 베네시는 러시아의 하수인은 아니었으며, 그의 계획에서는 다른 동구권 국가의 몇몇 내정 개혁과 다른 점이 있었으나, 스탈린은 베네시가 재산 몰수를 실시했고, 여타 소비에트 블록 나라보다 체코슬로바키아의 공산주의자 세력이 강하다는 점에도 만족하여 그를 반대하지 않았다.:45
1945년 3월 베네시는 모스크바를 방문하였다.:79 소련 내무인민위원회의 질문 목록에 답변한 뒤 베네시는 주데텐에 사는 200만여 명의 독일인과 400,000~600,000명 사이의 헝가리인을 국외로 퇴거시키고, 붉은 군대와 긴밀히 공조하는 강력한 군대를 육성한다는 계획으로 소련 정부를 기쁘게 하였다.:79 1945년 4월 세 개의 사회주의 정당이 지배하는 거국 연정인 제3공화국이 창설되었다. 공산당의 힘이 강했고(이들은 300석 가운데 114석을 점하였다) 베네시가 소련에 충성하였기 때문에 다른 동구권 국가와 달리 소련 정부는 체코슬로바키아에 블록 정치를 강제하거나 "믿을 만한" 간부를 최고위직에 앉히도록 요구하지 않았으며, 행정부과 입법부는 체코슬로바키아에서 예전대로 하던 구조를 계속 유지하였다.:86 그러나 소련은 체코슬로바키아 공산당이 1946년 선거에서 가장 많은 표를 얻고도 자신의 입지를 펼치지 않는데 처음으로 실망하였다.:152 이들은 지방 정부를 공산당이 장악한 새로이 구성된 위원회로 대체하여 기존의 행정 실권을 빼앗았으나, 군대내에 "부르주아"의 영향을 제거하거나 실업가와 대지주와 재산을 몰수하지는 못하였다.:152
체코슬로바키아는 어느 정도 독립적인 정치 구조를 가지고 있어 처음부터 소비에트 블록의 전형적인 정치·사회·경제 체제를 갖추지 못했으므로 소련 당국은 이를 문제시하게 되었다.:108~9 "애국 전선" 바깥의 세력들은 정부에서 배제되었으나, 이들은 아직 건재하였다.:152 붉은 군대가 점령한 나라들과 달리, 체코슬로바키아에는 공산당이 이미 주도적인 역할을 주장할 수 있어서 소련의 군정 당국이 없었다.:152
소련 당국은 다가오는 1948년 선거에서 공산주의자가 승리하리란 기대를 잃어갔다.:110 1947년 5월에 크렘린의 어느 보고서에서는 서방 민주주의를 찬양하는 "반동적 요소"가 강해졌다고 결론을 내렸다.:110 체코슬로바키아가 마셜 계획의 자금을 얻을 것을 잠시 고려하고,:138 그리하여 1947년 9월 시클라르스카 포렝바에서 코민포름이 여러 공산당을 비판하면서, 루돌프 슬란스키 (Rudolf Slánský)는 국가 안보국(StB)이 당 내 정적을 제거하고 반대자를 숙청하여 권력을 잡을 계획으로 프라하에 돌아왔다.:134 1948년 2월 초에 공산주의자인 내무 장관 바츨라프 노세크 (Václav Nosek)는 국가 경찰대에 남은 비공산주의자들을 숙청하려 하는 월권 행위를 하였다.:370 소련의 발레리안 조린 (Valerian Zorin) 대사는 쿠데타를 준비하기 위하여 프라하에 도착하였으며, 비공산주의자가 장관직에 오르고 군대가 병영에서 출금 조치되자 정변을 일으켰다.:371 붉은 군대에 복무하는 조린 (Zorin)과 함께 공산주의자 "행동 위원회"와 노동조합 민병대가 이내 조직되어 무장하고, 반공주의자를 숙청할 준비를 갖추었다. 베네시는 내전이 일어나고 소련이 간섭할 것을 두려워하여 1948년 2월 25일에 항복하고 체코슬로바키아 공산당(KSČ)이 장악한 정부를 인명하였으며, 그 지도자는 스탈린주의자인 클레멘트 고트발트 (Klement Gottwald) 로, 이틀 뒤에 총리직 취임에 선서하여 독재를 이끌었다.:134~5:370~371:15 유일하게 고위직에 있던 비공산주의자인 얀 마사리크 (Jan Masaryk)는 2주 뒤에 시체로 발견되었다.:135 소련이 지원한 쿠데타는 대놓고 잔인하게 행동하자 서방 국가들은 이전의 어떤 사건보다도 충격을 받았으며, 일시적으로 전쟁 자세를 취하여, 미국 의회 내에서 미국 트루먼 대통령의 마셜 계획에 반대하던 소수의 사람들조차 찬성으로 돌아섰다.:19

### 루마니아

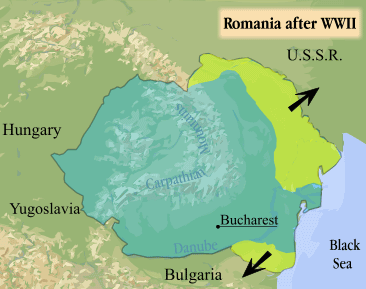
북쪽의 연두색 지역은 소련에 병합되어 몰도바 소비에트 사회주의 공화국과 우크라이나 소비에트 사회주의 공화국의 체르니우치주와 이즈마일주 지역으로 편입되었다. 진한 녹색 땅은 루마니아 인민 공화국의 땅으로 남았다.

루마니아 왕국은 제2차 세계 대전(1939~45)에서 추축국으로 참전하였다. 1940년 6월 28일 소련은 루마니아에게 베사라비아와 부코비나의 반환을 요청하였다.:199 1940년, 소련이 북부 부코비나의 일부 지역과 베사라비아를 병합하면서 중요한 농업 지역인 이 곳에 몰다비아 소비에트 사회주의 공화국이 들어섰다.(다른 루마니아 영토는 우크라이나 소비에트 사회주의 공화국의 체르니우치주 (Chernivtsi Oblast) 와 이즈마일주 (Izmail Oblast) 로 넘어갔다.) 1944년 8월 소련의 붉은 군대가 독일 국방군 및 루마니아군과 전쟁을 벌이고 있을 당시, 소비에트의 간첩인 에밀 보드너라슈 (Emil Bodnăraş)는 지하 연대 조직을 세워, 겨우 두 소집단으로 이루어진 공산주의자 세력이 쿠데타를 일으켜 권력을 잡고자 하였다.:49 그러나 미하이 1세 임금이 이미 정변을 일으켰으며, 보드너러슈도 여기에 참가하여 미하이가 집권하였다.:49 루마니아가 추축국과 싸운 지 2년 뒤에 소련이 침공하자 1945년 2월 얄타 회담과 1945년 7월 포츠담 회담에서 서방 연합국은 소련이 이 지역을 병합하는 데 동의하였다.:212 미하이 임금은 소련의 정전 협정을 받아들였는데, 이 가운데는 루마니아 북부를 소련이 병합한다는 조항도 있었다.:49
소련은 '인민 민주 전선'을 조직하였다. 이 조직은 농민 전선을 비롯한 여러 세력으로 구성되었는데,:49 점차 공산주의자 세력이 우세해졌다.:49 1945년 2월, 친소파는 소련 점령군의 지원을 이용하여 무제한적인 통제권을 얻기 위해 위기를 일으켰다.:49 1945년 3월에 스탈린의 측근인 안드레 비신스키 (Andre Vyshinskii)는 부쿠레슈티에 가서 인민 전선에 추종하는 사람들로만 이루어진 정부를 세웠다.:49 정부 요인 가운데는 농민 전선의 페트루 그로자 (Petru Groza) 박사도 있었는데, 총리직에 올랐다. 그로자는 여러 세력으로 구성된 정부를 세웠는데, 공산주의자가 요직을 맡았다. 군부에 대해서는 군대 주요 사령관들을 제거하고 사상 교육을 받은 전쟁 포로로 구성된 2개 사단을 들여와 군부 저항의 싹을 잘랐다.:49 보드너라슈는 서기장으로 임명되었고, 일반 경찰과 비밀 경찰을 재조직하였다.:49
1945년 5월 8일의 패전으로 소비에트 연방에 점령되어 루마니아 왕국은 해체되었다. 또 얄타 회담에서는 남은 루마니아 땅에 대해서도 소련의 지배권을 인정받았으며, 소련은 루마니아를 점령하였다. 소련의 점령 하에서 공산화가 추진되었다. 서방 연합국의 반대를 받았으나, 기존 정당들은 정부에서 배제되고, 억압이 강화되었다.:49 강력한 공산주의 독재를 준비하기 위하여, 지방 정치가를 억압하고 라디오와 언론이 엄격하게 통제되는 계획이 세워졌다.:50 미하이 1세가 어떤 법안에도 재가하기를 거부하여 그로자를 사임시키려 하자("임금의 공격") 그로자는 미하이의 재가 없이 법령을 제정하였다. 소련이 서방 연합국에 약속했던 1946년 11월 루마니아 총선에서 루마니아 공산당(PCR)은 참패하였고, 미국 대사관에서는 블록 세력이 얻는 표는 전체의 8%에 불과하며, 이와 견주어 경쟁 세력인 농민당은 70%를 받았다고 추산하였다.:83 충격에 휩싸인 공산주의자들은 모스크바에 조언을 요청하자 소련에서는 선거 결과를 왜곡하라고 답변하였다.:83 48시간 뒤에 이들은 루마니아 공산당 블록이 70%를 득표하여 서방의 강력한 비판을 받았다.:83
1947년 초 보드너라슈는 루마니아 정치가 게오르게 게오르게우데지와 마우레르가 루마니아 경제를 강화하고자 영국과 미국과 관계를 증진하여 하며, 소비에트 점령군에 불평하고 있다고 보고하였다.:110 그리하여 루마니아 공산당은 인민 농민당 지도자들을 전시 재판에 회부하는 등 중도 정당 세력을 제거하였으며, 다른 정당을 공산당에 합병하였다.:83 1947년 12월 30일에 미하이 1세 임금은 퇴위하고 망명길에 올랐다. 1948년 비공산주의자 정치가 거의 대부분이 처형되거나 추방되거나 투옥되었다. 1948년 공산당은 루마니아 인민 공화국의 건국을 선포하였다. 루마니아와 소련은 긴장이 고조되어 특히 1965년 이후에 상황이 더 악화되었다.:292

### 알바니아
1945년 12월, 알바니아 인민 의회 선거가 열렸는데, 후보는 각각 한 사람밖에 없었으며 모두 엔베르 호자가 이끄는 공산주의 민주 전선 출신이었다.:17 민주 전선의 후신인 인민 해방 전선은 경찰, 사법부, 경제를 장악하였으며, 사법 교육을 받지 않은 판사들이 주재한 일련의 전시 재판을 통하여 정적 수 백 명을 제거하였다.:17 1946년 알바니아는 알바니아 인민 공화국으로 선포되었으며, 그 후 미국과 관계를 끊고 1947년 마셜 계획에 참여하기를 거부하였다.:17 1948년 유고슬라비아와 소련이 결렬하면서 알바니아와 유고슬라비아의 긴밀했던 관계도 끊어졌다.:17 알바니아는 바르샤바 조약의 창립 회원국이었으며, 소련의 지원에 크게 의존한 나라였다.:17 호자는 스탈린주의 교조에 경도되어 있었기 때문에 1960년에 소련에서 탈스탈린화가 일어나자 소련과 관계가 끊겼다.:19 알바니아는 마오쩌둥의 중국과 긴밀한 관계를 맺게 되었다.:19 마오쩌둥이 죽자 1978년 알바니아는 중국과도 관계가 나빠졌다.:19

### 유고슬라비아
제2차 세계 대전 이후 유고슬라비아는 승전국으로 인정되었으며, 점령군이나 연합군의 위임 통치를 받지도 않았다.:216 2차 세계 대전 당시 공산주의 빨치산이 활약하였으며, 왕당파인 유고슬라비아 군대 지도자 드라자 미하일로비치 (Draža Mihailović) 와 페타르 2세 임금에 대한 반감이 있었기 때문에 공산주의는 어느 정도 서방에 대한 인기있는 대안으로 여겨졌다.:216 새로운 유고슬라비아 민주 연방의 내각이 구성되었을 때 각료 28명 가운데 25명이 요시프 브로즈 티토가 이끌던 공산주의자인 유고슬라비아 파르티잔 출신이었다.:216 유고슬라비아 공산주의자 연맹은 인민 전선 연대를 구성하였는데, 첫 선거에서 반대 후보 없이 한 가지 형태의 정부 명부만 제시되어 찬반 여부만 물어 반대 세력이 보이콧하였다.:216 뒤이어 검열, 출판물 배포 통제, 반대 집단에 대한 공공연한 위협의 조치가 취해졌다.:216 선거를 치르고 3주 뒤에 인민 전선은 새로운 공화국이 건국되었음을 선포하였으며, 두 달 뒤인 1946년 1월에 새 헌법이 발효되어 유고슬라비아 민주 연방이 들어섰다.:217 공산주의자들은 미하일로비치를 체포하고 재판을 벌여 물의를 일으켰으며, 결국 그를 처형하고 다른 몇몇 이들도 같은 운명을 당하는 등 계속 반대 세력을 탄압하였다.:217 이후 친소련 행보를 보이다 1948년 티토-스탈린 결렬로 소련과 관계가 끊어지고 비동맹 운동을 결성하게 되었다.

## 은밀하게 이루어진 블록 체제 형성

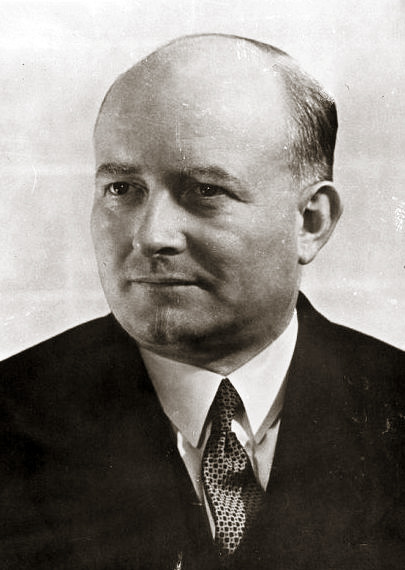
제2차 세계 대전 당시 폴란드 망명 정부의 스타니스와프 미코와이치크 총리는 블록 정치가 등장하여 박해받고 부정 선거가 치러진 뒤 체포 위협으로 1947년에 폴란드를 떠났다.

처음에 소련은 여타 동구권 국가의 내정에서 자신들의 역할을 드러내지 않았으며, 이들 나라의 변화는 서방식 "부르주아 민주주의"를 개량하는 것처럼 보였다.:37 어느 젊은 공산주의자가 동독에서 들은 것처럼, "민주주의처럼 보이겠지만, 우리는 모든 것을 통제해야한다"는 것이었다.:211 스탈린은 마르크스-레닌주의에서 물적 기반(즉 생산 수단의 분배)이 사회·정치 관계를 규정한다는 시각에 따라, 소비에트의 지배권을 확립하기 위해서는 사회·경제의 변화 반드시 필요하다고 보았다.:36 모스크바에서 훈육된 간부들은 사회·정치적 변화의 지령을 수행하기 위해 각국의 요직에 올랐다.:36 이를 위해서는 부르주아지의 토지와 산업 재산을 몰수하여 이들의 사회·재정의 영향력을 제거하는 것이 급선무였다.:37 이러한 조치에는 사람들 앞에서 '사회경제적 변화'가 아닌 "개혁"이란 이름표가 붙었다.:37 초기 체코슬로바키아의 경우를 제외하고는 정당 활동은 "블록 정치"를 따라야 했으며, 이들 정당은 결국 "反파시스트" "블록"에 가입하여 상호 "합의" 없이는 어떤 행동도 할 수 없게 되어버렸다.:38 블록 체제 덕분에 소련은 간접적으로 이들 나라의 내정을 통제하였다.:39 공직자, 일반 경찰, 비밀 경찰, 청년들을 관할하는 기관 등 중요한 부서는 엄격한 공산주의 노선에 따랐다.:39 모스크바의 간부들은 "반동적 요소"과 "진보적 역량"을 구별하였으며, 둘 다 철저하게 무력화하였다. 그러한 과정은 공산주의자들이 무제한적인 권력을 얻을 때까지 반복되었으며, 소비에트 정책에 무조건 지지하는 정치가들만 남게 되었다.:41

## 통제를 강화시킨 초기 사건

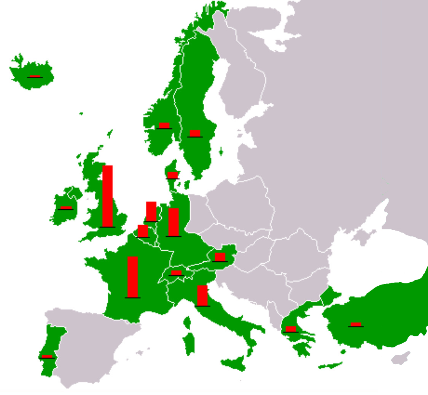
냉전 시대 유럽 부흥 계획의 원조를 받은 나라들을 보여주는 유럽 지도. 붉은 막대는 나라별로 상대적인 원조액을 나타내고 있다.

### 마셜 계획 거부
1947년 6월, 장차 독일 발전에 대한 일부 제한을 완화하는 협상에 소련이 거부하면서, 미국은 참여를 원하는 모든 유럽 나라에 미국의 원조를 제공하는 광범위한 계획인 유럽 부흥 계획(마셜 계획)을 발표하였는데, 대상국에는 소련과 중앙유럽의 공산주의 국가도 포함되어 있었다.:16 소련은 이 계획을 거부하고, 미국과 비공산주의 유럽 국가에 대해 강경한 자세로 나왔다.:139 그러나 체코슬로바키아는 미국의 원조를 간절히 바라고 있었으며, 폴란드도 유사한 낌새를 보여 소련의 우려를 낳았다. :138 당시까지 소비에트의 지배가 확실한 지역이던 체코슬로바키아에서는 외무 장관 얀 마사리크가 모스크바로 소환되었으며, 스탈린은 마셜 계획 참여를 고려하는 데 비판하였다. 폴란드의 요세프 치란키에비치 총리는 폴란드가 마셜 계획에 거부하는 대가로 5년간 대규모 무역 협정을 맺어 4억 5,000만 달러어치의 차관과 곡물 200,000톤, 중장비와 공장을 지원받기로 하였다.
1947년 7월 스탈린은 이들 나라들이 유럽 부흥 계획에 대한 파리 회의에서 손을 떼도록 명령하였는데, 이는 전후 분열된 유럽에서 "진실의 순간"으로 묘사되었다. 그 후 스탈린은 이전처럼 민주적인 체제를 가장하던 방식을 버리고, 여타 동구권 국가에 대해 통제를 강화하고자 하였다.:148 1947년 8월 헝가리 선거에서 강력한 탄압을 받은 비공산주의자 정당이 40%가 넘는 득표를 하자, 모든 독립 정치 세력을 해산하는 억압 조치가 취해졌다.:148 같은 달에 소비에트 간부단의 계속된 지령에 따라 불가리아의 반대 세력도 제거되기 시작하였다.:148~9 1947년 9월 말에 시클라르스카 포렝바에서 모든 공산당의 회합이 열린 자리에서,:140 동구권의 공산당은 마셜 계획이 진행되는 가운데 각국의 비공산주의자들이 아직도 영향력이 남아있도록 놔 둔 데 대하여 비판받았다.:148

### 베를린 봉쇄와 공수 작전

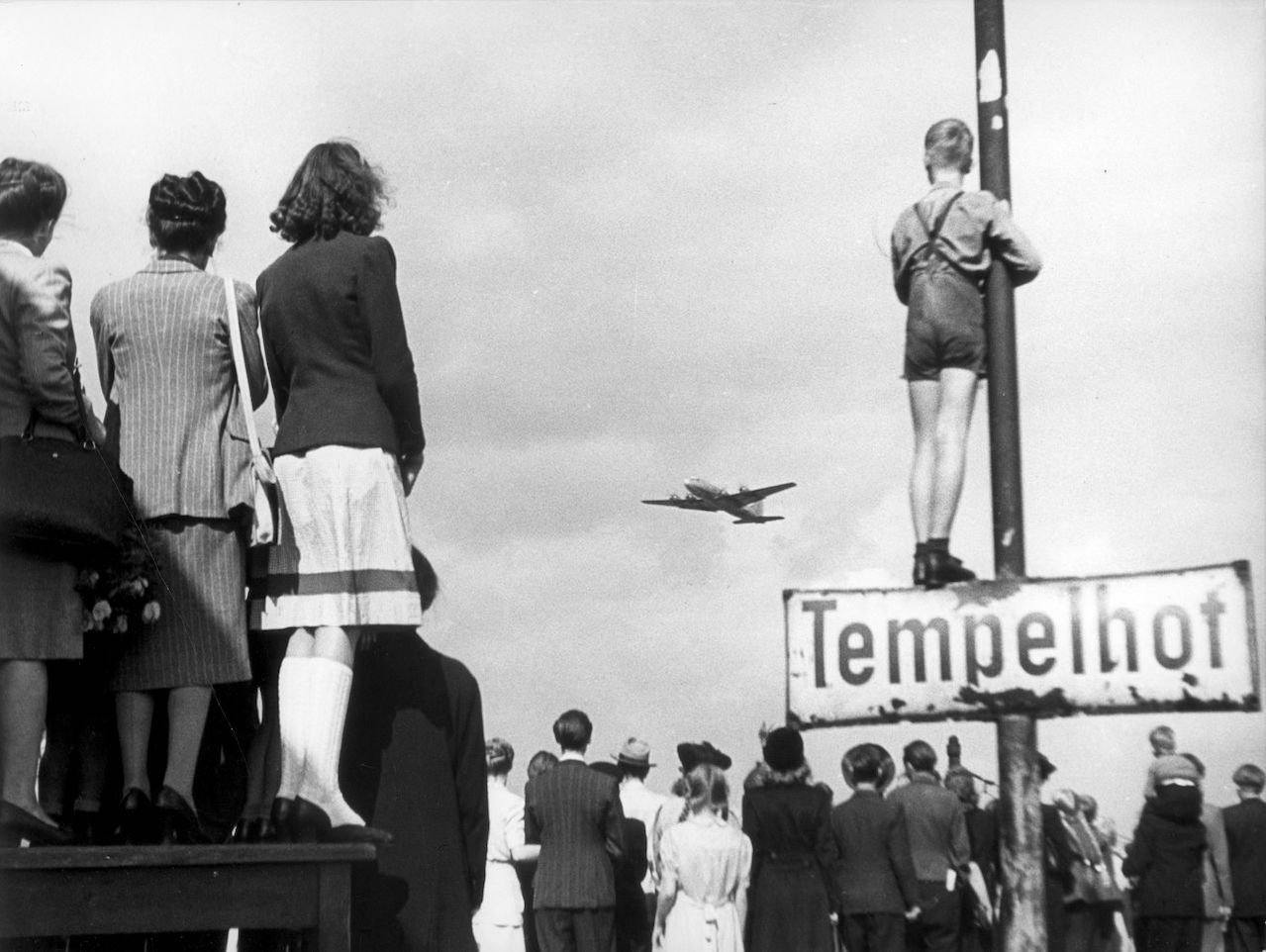
베를린 공수 작전 당시 템펠호프에서 독일 사람들이 보급품을 실은 비행기를 바라보고 있다.

과거 독일의 수도였으나 이제 소련이 점령한 독일령에 둘러싸인 베를린에서 스탈린은 베를린 봉쇄를 감행하여 서베를린으로 들어가는 모든 식량, 물자, 보급품을 막았다.:33 봉쇄의 원인은 1946년 10월의 지방 선거에서 독일 사회주의통일당(SED)이 패배하고, 사회민주당은 사회주의통일당보다 2.5배 많은 표를 얻은 탓도 있었다.:19 미국, 영국, 프랑스, 캐나다, 오스트레일리아, 뉴질랜드와 여러 나라들은 대규모 "베를린 공수 작전"으로 서베를린에 식량과 물자를 공수하였다.:65~70 소련의 서방의 정책 변화에 대해서 선전전을 펼쳤으며, 공산주의자들이 1948년의 다음 선거를 혼란시키려 드는 가운데, 300,000명의 베를린 시민들이 국제 사회의 공수 작전을 계속하도록 촉구하는 시위를 벌였다. 1949년 5월 스탈린은 봉쇄를 해제하고 서방이 베를린에 다시 화물을 운송할 수 있도록 허용하였다.:180~1:34

### 티토-스탈린 결렬
유고슬라비아 지도자 요시프 브로즈 티토와 소련은 그리스와 알바니아 인민 공화국 문제를 놓고 불화를 빚어, 1948년 6월에 유고슬라비아가 코민포름에서 퇴출되고, 베오그라드에서 소비에트의 정부 전복 시도가 실패하면서 티토와 스탈린은 결렬하였다.:156 둘의 결렬로 유럽에는 공산주의 세력이 양분되었다.:156 이내 동구권에서는 티토주의에 반대하는 맹렬한 선전이 시작되었으며, 서방과 티토의 간첩들이 모든 지역에서 파괴 행위를 일삼고 있다고 주장하였다.:156
스탈린은 코민포름을 변화시켜 여타 소비에트 블록 세력의 내정을 감시하고 통제하는 기구로 삼도록 명령하였다.:156 그는 코민포름을 고위급 일탈자들을 심판하기 위한 도구로도 이용할 것을 고려하기도 하였으나, 비현실적인 발상이라 포기하였다.:156 대신 분쟁을 통해 공산당 지도자들을 약화시켰다.:156 공산당과 블록의 정부직에 있는 소비에트 간부단은 내부 권력 투쟁을 일으키고 서로 역정보를 흘리도록 지시받았다.:156 이와 더불어 티토와 "유고슬라비아를 위한 간첩 행위"와 연관 지어 "소련의 역할을 제대로 인식하지 못함", "인민 노선에서 이탈"의 이유로 고발 선풍이 불었다.:157 그리하여 동독을 비롯한 여러 주요 정당 간부들이 탄압받았다.:157
이 조치가 처음으로 실행된 나라는 알바니아 인민 공화국으로 이 나라 지도자 엔베르 호자는 즉각 유고슬라비아 지지에서 반대로 선회하였다.:157 폴란드 인민 공화국의 지도자 브와디스와프 고무우카는 전에 親유고슬라비아 발언을 한 적이 있어 1948년 9월 초 당 서기장직에서 쫓겨나고 투옥되었다.:157 불가리아 인민 공화국에서는 모스크바의 간부가 아니었던 트라이초 코스토프가 지도자 서열에서 차위를 차지하자, 1949년 6월 스탈린은 코스토프의 체포를 명령하였으며, 곧 사형 판결을 받고 처형되었다.:157 그밖에도 많은 불가리아의 고위직 공직자들이 투옥되었다.:157 스탈린과 헝가리 지도자 라코시 마차시는 모스크바에서 만나, 라코시의 정적인 러이크 라슬로의 전시 재판을 조율하였으며, 그 직후 러이크는 처형당하였다.:158

## 정치
이오시프 스탈린은 당초 동구권의 공산주의 제도의 계획을 실행하였으나, 이후의 발전은 나라마다 다른 양상을 보였다.:11 평화 조약이 체결된 뒤 위성 국가들에서는 반대 세력이 뿌리째 뽑혔으며, 공산주의를 향한 근본적인 조치가 강화되고, 크렘린의 지도자들은 각국 내부의 통제를 강화하고자 하였다.:108-9 처음에 스탈린은 시장 경제, 자유 민주 정치(소비에트식으로 말하자면 "부르주아 민주주의"), 그리고 국가의 자의적인 개입을 억제하는 법률과 같은 서방식 제도의 특성을 부정하는 제도를 세우도록 명령하였다. 이렇게 조직된 국가는 광범위하고 매우 억압적인 기관의 지원을 등에 업고 완전한 정치적 통제권을 얻으며, 마르크스-레닌주의 사상이 중심적인 역할을 맡기를 원하게 된다.
그러나 의회나 헌법처럼 자유 민주주의 체제의 흔적은 완전히 없어지지 않았으나, 결국 의회는 지배자가 내린 결정에 고무 도장이나 찍어주는 기관이 되어버렸으며, 헌법은 당국에 얽매여 통제적이거나 없는 경우도 있었다. 의회에서는 여전히 선거로 의원을 선출하였으나, 일 년에 몇 번 정도 회기가 열릴 뿐이었으며 그나마 정치국의 결정을 합법화하는 역할에 불과하였는데, 이들에 대해 하도 관심이 없다보니 죽은 의원이 계속 의원직을 유지하는 경우도 있었고, 공무원이 선거에서 패한 후보를 대놓고 의원으로 앉히기도 하였다. 각 공산당 중앙 위원회의 서기장은 각국 정권에서 가장 강력한 인물이었다. 정치국이 전횡하는 이들 공산당은 대중 정당이라 할 수 없었으며, 레닌주의 전통에 따라, 나라 인구의 3,40%에 불과한 자들로 구성되어 규모가 작고 선택적인 정당으로 전체를 지배하였다. 이렇듯 선택적인 정당에서 당원이 된 자들은 상당한 특혜를 얻었는데, 가령 물건 종류가 더 다양한 특별 저가 상점을 이용하고, 특별한 학교에 다니고, 특별한 휴양 시설과 집, 가구, 예술품과 특별히 하얀 면허판이 붙은 공식 자가용 등을 누릴 수 있었으며, 그래서 경찰이나 다른 기관에서는 이들 당원을 특별 집단으로 대우하였다.

### 정치적·사회적 통제
공산당의 국가 통제 바깥에서 정치 활동을 하는 영역이라고 정의할 수 있는 '시민 사회'에서는 이주 일부 제한과 더불어, 1980년대 폴란드를 제외하고는 한 곳에 완전히 정착하는 것도 허용되지 않았다. 공산주의 체제에 따른 이러한 제도는 금지 법률에 근거를 두었으며, 법적 기반은 부패한 이념에 따라 변화하고 자율적인 법은 대체되었다.  원래 공산당은 체코슬로바키아를 제외한 다른 모든 나라에서는 규모가 작았으며, 행정부, 경찰, 다른 직장에서 정치적으로 "믿을 만한" 사람이 매우 부족한 실정이었다. 그리하여 처음에는 "정치적으로 신뢰할 수 없는" 비공산주의자들이 이러한 역할에 충원될 수밖에 없었다. 모스크바의 간부들이 정치적인 필요에 적합한 인원들을 훈련시키는 대규모 당 계획을 시작하면서, 공산주의 당국에 복종하지 않는 사람은 쫓겨났다.
동구권의 각 공산 정권은 반대파 지식인들의 언저리에 있는 집단들을 잠재적인 위협 세력으로 보았는데, 이들이 공산당 권력의 기반을 이루고 있었기 때문이었다. 어떤 나라에서는 사람들을 비밀스럽게 감시하는데 감당할 수 없을 만큼 막대한 비용이 들긴 하였으나, 이견과 반대를 억압하는 일은 권력을 얻기 위한 선결 과제로 여겨졌다. 초기의 전체주의적인 단계를 지나서 스탈린 사후에 탈전체주의 단계에서는 공산주의자들의 일차적인 지배 방식이 대중에 대한 공포에서 선택적인 억압으로 바뀌었으며, 충성심을 확보하고 사상·사회·정치 면에서 합법적인 방식을 취하였다. 배심원 대신 전문 판사가 재판하는 법정이 생겼으며, 믿을 만한 공산당원 출신의 배석 판사 2명을 두었다.
경찰은 당의 명령에 대한 반대를 억압하였다. 정치 경찰은 체제의 핵심을 이루었으며, 이들의 이름은 무서운 권력과 폭력적인 징벌 위협의 대명사였고, 각 개인은 집단에 대하여 적극적으로 행동해야 하였다. 여러 국가 경찰과 비밀 경찰 조직이 공산당의 지배를 강화하였는데, 그 이름은 다음과 같다.
- 동독 - 슈타지, 인민경찰(Volkspolizei), 노동계급 전투단(KdA)
- 소련 - 내무인민위원회(NKVD), 국가보안위원회(KGB), 총첩보국(GRU)
- 체코슬로바키아 - 국가안보국(StB)
- 불가리아 - 국가안보위원회(시구르노스트, CSS)
- 알바니아 - 국가안보국 (시구리미)
- 헝가리 - 국가보호국 (ÁVH)
- 루마니아 - 세쿠리타테
- 폴란드 - 폴란드 공공 안보부(MBP), 내무부 안보국(SB), 시민군 차량 예비대(ZOMO)

### 언론 매체와 정보의 통제
공산주의 시대에 언론은 당 기관이었으며, 공산당에 완전히 종속되어 있었다. 1980년대 후반 이전까지 동구권의 라디오와 텔레비전은 당소유였으며, 인쇄 매체는 보통 당에서 소유하였는데, 대개 지역 공산당 지부에서 맡았다. 청년 신문과 잡지는 공산당과 연계된 공산주의 단체 소유였다. 그리고 공산당과 더불어 당이 통제하는 공산주의 단체에서 언론 매체를 직접 통제하였다. 언론 매체는 정보와 사회를 통제하는 중요한 수단이었다. 당이 보기에 지식을 설명하고 전파하는 일은 대안이나 비판을 억제함으로써 공산주의의 생존을 도모하는 데 필수적이었다. 여러 당소유 공산당 신문이 출판되었는데, 그 이름은 아래와 같다.
- 프라우다, 이즈베스티야 등 소비에트 연방의 중앙 신문
- 트리부나 루두(Trybuna Ludu, 폴란드)
- 체르보니 스탄다르 (Czerwony Sztandar, 과거 소련에 편입된 폴란드 동부)
- 신독일(Neues Deutschland, 동독)
- 루데 프라보 (Rudé právo, 체코슬로바키아)
- 인민의 소리 (Rahva Hääl) (과거 소련에 점령된 에스토니아)
- 프라우다(Pravda) (슬로바키아)
- 카우노 디에나 (Kauno diena, 과거 소련에 점령된 리투아니아)
- 카르얄란 사노마트 (Karjalan Sanomat, 과거 소련에 점령된 핀란드 동부)
- 스친테이아 (Scînteia, 루마니아)
- 즈뱌즈다 (Zvyazda, 벨라루스)

소비에트 연방 전신국(TASS)는 소련 전역의 신문, 라디오, 텔레비전 방송국의 국내외 뉴스를 수합하고 배포하는 중앙 기구였다. 이 기관에는 내무인민위원회나 참모본부 총첩보국과 같은 소비에트 정보 기관 요원이 침투하는 경우가 많았다. 전신국은 리투아니아, 라트비아, 에스토니아, 몰다비아, 우크라이나, 벨라루스 등 14개 연방공화국에 지부를 두었다.
블록의 각 당국에서는 전파 장애 조치를 시도하였으나, 서방 국가들은 BBC, 미국의 소리, 자유유럽방송(RFE) 등 동구권에 전달될 수 있도록 강력한 언론 매체에 크게 투자하였다.

## 조직
중앙 유럽의 소국에 소비에트의 간섭을 강화하고, 마셜 계획에 관심을 표명했던 일부 나라들을 달래주려는 스탈린의 뜻과 더불어 당시 서유럽의 기존 시장과 공급자와 점차 단절되어가던 당시 상황에 따라, 1949년 소련, 불가리아, 체코슬로바키아, 헝가리, 폴란드, 루마니아는 코메콘을 결성하였다. 스탈린은 코메콘의 간접적인 언설보다는 다른 당 지도자들과 더욱 직접적인 관계를 선호하기 때문에 그 역할이 모호하였는데, 1950년대에 이 기구는 경제 계획에서 전혀 중요한 역할을 맡지 못하였다. 처음에 코메콘은 소련이 여타 블록 국가의 장비와 자산을 가져가는 데 대한 가림막 구실을 하였으나, 1970년대에 관계가 역전되어 블록에서 조잡한 완제품을 주는 대신 원자재를 저가로 교환하는 방식으로 소련이 블록 국가들을 보조하게 되었다.
1955년 바르샤바 조약이 체결되었는데, 이는 서독이 북대서양 조약기구에 포함된 까닭도 있고, 소련이 헝가리에 붉은 군대를 계속 주둔시킬 핑계가 필요한 탓이기도 하였다. 35년 동안 이 조약은 중앙유럽 위성 정권에 대하여 제국주의적 확장과 통제 정책에 기반을 둔 스탈린식 소비에트의 국가 안보 개념을 영속화하였다. 동구권 내에 안보 관계를 소련이 정식화한 것은 동유럽·중앙 유럽에 대한 모스크바의 기본적인 안보 정책의 원칙은 서방에 대항한 자신들의 안보 체제를 구축한다는 점을 반영하고 있다. 1953년 스탈린이 죽으면서, 바르샤바 조약은 조약기구를 통하여 스탈린 한 사람의 지도력이 없는 상황을 어느 정도 상쇄하는 역할도 하였다. 바르샤바 조약으로 블록 내 여타 회원국의 군대가 통합되어, 이들 군대 내의 소련의 장교와 정보 요원이 통합된 소비에트 지휘 체계하에서 움직이게 되었다. 1964년부터 루마니아는 좀 더 독립적인 노선을 취하였다. 루마니아가 코메콘과 바르샤바 조약을 인정하지 않은 것은 아니지만, 이들 조직에서 루마니아는 별다른 역할을 하지 않았다. 1년 뒤에 니콜라에 차우세스쿠가 집권하면서 루마니아는 더욱 개별 노선으로 나아가게 된다. 스탈린주의자인 엔베르 호자가 집권했던 알바니아에서는 탈스탈린화 이후 점차 고립되어 1968년 바르샤바 조약군이 체코슬로바키아를 침공하자 바르샤바 조약에서 탈퇴하였다.

## 이주 통제과 탈주자

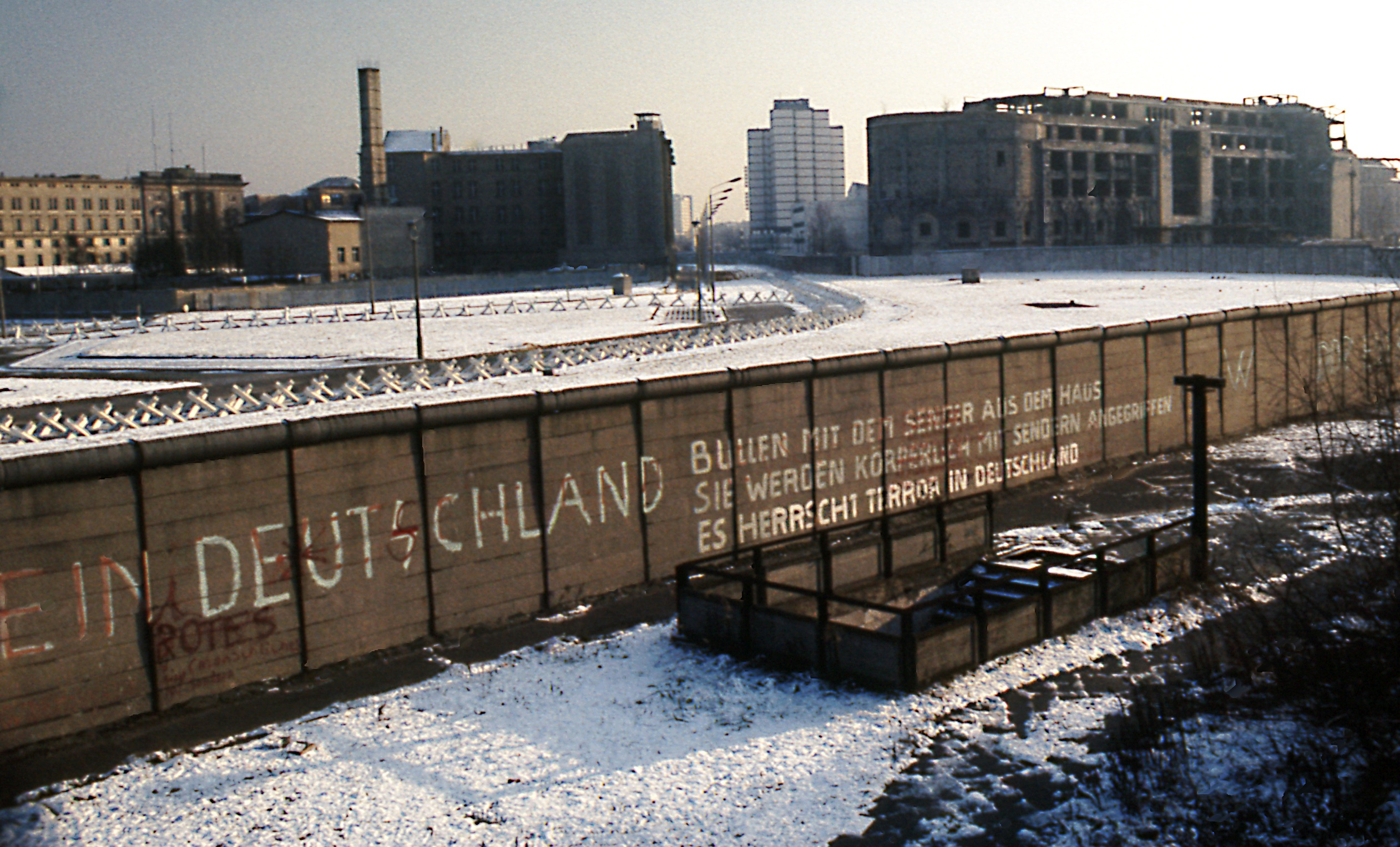
1975년 베를린 장벽

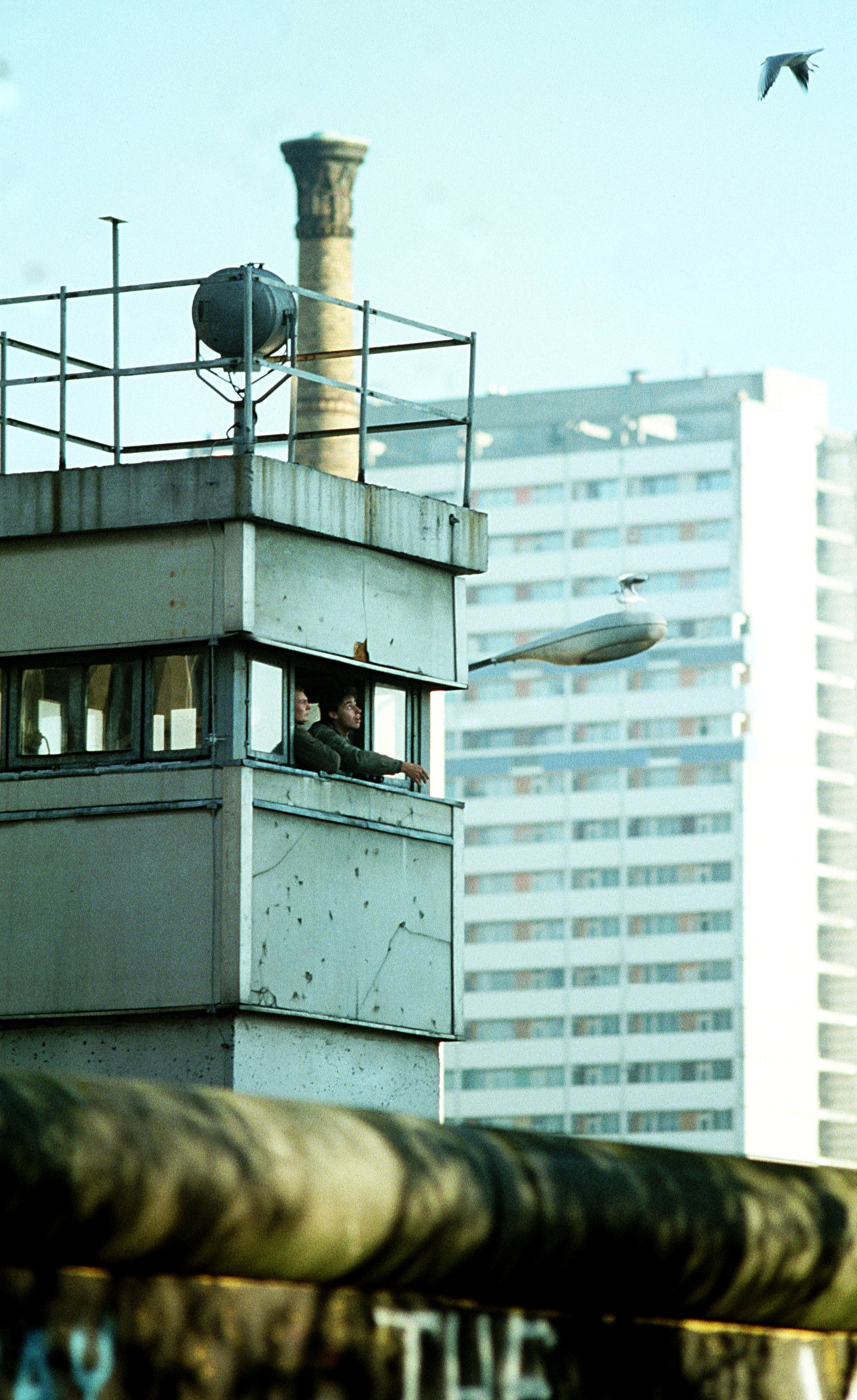
베를린 장벽 위쪽과 감시탑.

1917년 러시아는 여권 통제 조치를 실시하고, 자국 내 교전국 국민의 탈주를 금지하여 이민을 일부 제한하였다. 1922년 탄생한 소비에트 연방은 법적으로 이민을 못하게 막았고 사실상 모든 국외 이탈을 금지하는 여행에 대한 일반 규정을 포고하였다. 그리하여 국경 통제가 강화되어 1928년에는 불법 이탈도 사실상 불가능해졌다. 이후 이 규정에다가 내부 여권 통제 조치도 더해졌으며, 이와 더불어 흔히 '101 킬로미터'라고 불리던 국내 이동 통제책까지 시행되어 소련에서는 좁은 지역에서도 이동의 자유가 통제되었다.
소비에트 블록이 성립한 뒤, 소련의 이동 일부 제한 정책을 여타 동구권 국가들이 답습하면서 1950년대 초에는 새로이 점령된 나라에서도 일부 예외 상황이 아니고서는 이주가 사실상 중단되었다. 그러나 동독에서는 점령 지역 사이에 독일 내 국경이 있어 이를 통하여 수 십만 명이 서독으로 탈주하였는데, 그 수가 1950년 197,000명, 1951년 165,000명, 1952년 182,000명, 1953년 331,000명에 이르렀다. 1953년에 탈주자 수가 급격히 늘어난 까닭은 1952년 말과 1953년 초 스탈린의 망상적인 행동이 심해지면서 소비에트화가 더욱 강화되리란 공포심이 높아졌기 때문이기도 하였다. 1953년에 1월부터 6월까지 겨우 여섯 달 동안 무려 226,000명이 탈주하였다. 1952년 독일 내 국경이 공식적으로 폐쇄되면서, 다른 국경보다 베를린 시내의 국경이 드나들기 쉬웠는데, 베를린의 행정은 4개국 연합국이 모두 맡고 있었기 때문이었다. 그리하여 국경의 작은 구멍을 통하여 동구권 사람들이 계속 서방으로 이주하였다. 1961년에 동독을 떠난 사람은 3,500,000명에 달하여 공화국 탈주(Republikflucht)로 불렸으며, 전체 동독 인구의 약 20%에 해당하는 수치였다. 1961년 8월 동독은 가시철사로 된 장벽을 세웠으며, 이것이 결국 베를린 장벽으로 개축되어 사실상 구멍을 막게 되었다.
사실상 일반적인 이민은 없었으며, 1945년에서 1989년까지 동구권에서 나와 이주한 사람의 75% 이상이 "민족 이주"를 위한 쌍무 협정에 따라 이루어진 것이었다. 10% 정도는 1951년 제네바 협정에 따른 난민이었다. 이 시기에 이주를 허용받은 소련 사람 거의 대부분은, 1970년에 일련의 탈주 사태로 당황한 소련이 일부 제한적으로 민족 이주를 허용한 이후 이스라엘로 이민을 간 유대인들이었다. 철의 장막이 무너짐과 동시에 동-서부 유럽간 대량 이민이 발생하게 되었다. 동구권에서 탈주한 유명 인사로는 스탈린의 딸인 스베틀라나 알리우예바(Svetlana Alliluyeva)도 있었는데, 1967년에 탈주한 뒤 스탈린을 비판한 바 있다.

## 경제

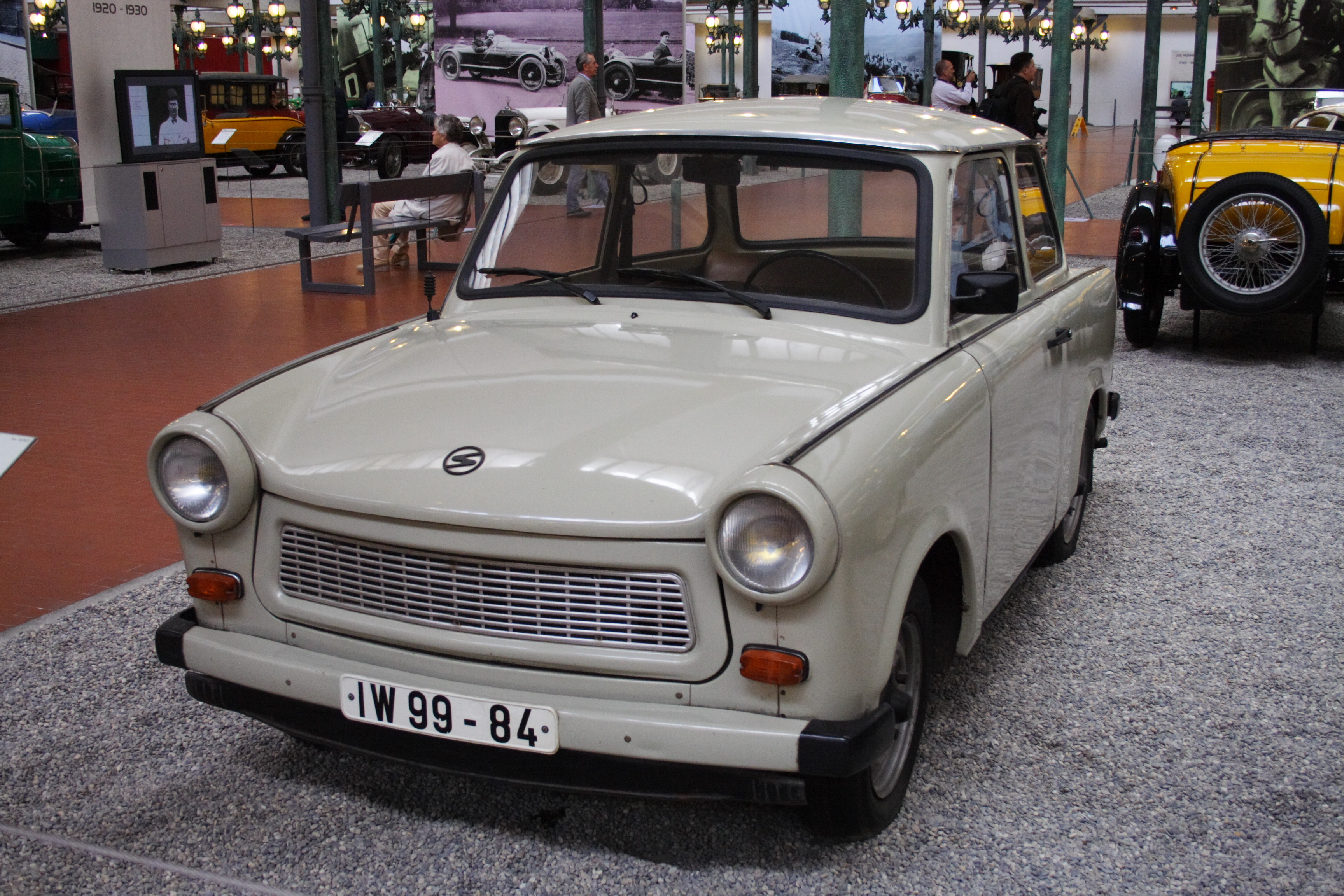
트라반트(Trabant) 601 리무진 한 대. 트라반트는 1957년에서 1989년까지 동독에서 생산된 자동차로, 동구권 전역으로 수출되었다.

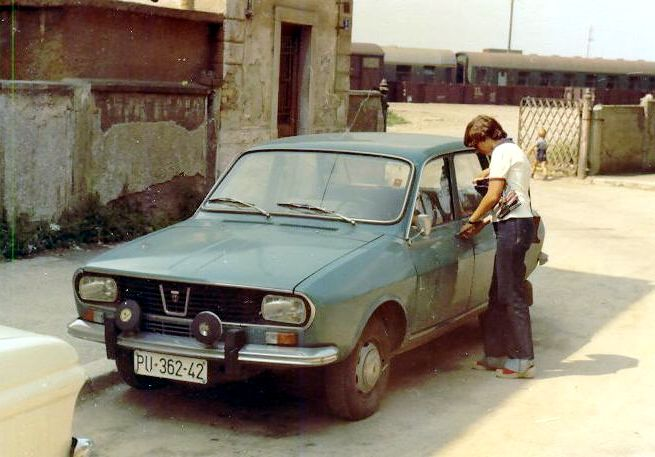
어느 루마니아 사람이 다치아(Dacia) 1300을 만들고 있다. 이 차는 1983년까지 생산되었다.

소비에트 블록은 상당량의 재화를 소련에 의지하였다. 이러한 경제 체제에서는 시장의 조짐이 거의 잘 나타나지 않기 때문에, 블록 국가들은 중앙 경제 기획자의 잘못된 경제 개발로 집약적인 발전보다는 광범위한 발전의 길을 따르게 되었다. 그리하여 결핍 경제 상황에서 소비재는 양도 부족하고 질도 떨어지게 되어버렸다. 경제 활동은 '5개년 계획'에 따라 통제되었는데, 이 계획은 월별 구간으로 나뉘어, 정부 기획자들은 생산되는 재화의 시장 수요에 상관없이 목표액만 달성하려 드는 일이 잦았다. 블록내의 경제 성장률은 떨어지기 시작하였다.
그러는 사이 서독, 오스트리아, 프랑스 등 서유럽 나라들은 경제 기적(Wirtschaftswunder), 영광의 30년(Trente Glorieuses), 긴 호황(Long boom)으로 경제 성장률이 비약하였다. 전체적으로 시장이 결정하는 가격과 경쟁이 없는 경제 체제의 비효율 현상은 타격이 크고 거의 제대로 감당하기 어려운 일이었으며, 특히 세계 경제가 더욱 복잡해지면서 더욱 그러하였다. 거의 대부분의 서유럽 나라들은 미국 수준의 일인당 국내 총생산에 상당 부분 따라잡은데 반하여, 동구권 나라들은 그렇지 못하였다. 이들의 일인당 GDP는 서유럽 수준에 못 미쳤는데, 그 예는 다음과 같다. (동구권 국가는 녹색으로 표시)
  동구권 국가
| 일인당 GDP (1990년, 달러 기준)[121]) | 1950   | 1973    | 1989[122] | 1990                               |
| ------------------------------------ | ------ | ------- | --------- | ---------------------------------- |
| 미국                                 | $9,561 | $16,689 | n/a       | $23,214                            |
| 핀란드                               | $4,253 | $11,085 | $16,676   | $16,868                            |
| 오스트리아                           | $3,706 | $11,235 | $16,305   | $16,881                            |
| 이탈리아                             | $3,502 | $10,643 | $15,650   | $16,320                            |
| 체코슬로바키아                       | $3,501 | $7,041  | $8,729    | $8,895 (체코)/ $7,762 (슬로바키아) |
| 소비에트 연방                        | $2,834 | $6,058  | $7,830    | $6,871                             |
| 헝가리                               | $2,480 | $5,596  | $6,787    | $6,471                             |
| 스페인                               | $2,397 | $8,739  | $11,752   | $12,210                            |
| 포르투갈                             | $2,069 | $7,343  | $10,355   | $10,852                            |
| 그리스                               | $1,915 | $7,655  | $10,262   | $9,904                             |
| 불가리아                             | $1,651 | $5,284  | $6,217    | $5,552                             |
| 유고슬라비아                         | $1,585 | $4,350  | $5,917    | $5,695                             |
| 루마니아                             | $1,182 | $3,477  | $3,890    | $3,525                             |
| 동독                                 | $3,708 | $7,650  | $9,200    |                                    |
| 1989년 일인당 GDP 독일 마르크 기준[123] | 1989      |
| --------------------------------------- | --------- |
| 서독                                    | 35,877 DM |
| 동독                                    | 15,318 DM |
이들의 경제 체제는 모든 단계에서 당의 계획이 요구되었으며, 결국 경제적 비효율이 쌓이면서 무너지고 말았는데, 이를 시정하기 위한 개혁 조치들은 위기를 심화시킬 따름이었다.

## 반란

### 1953년 동독 봉기
이오시프 스탈린이 죽은 지 석 달 뒤 1953년 전반기에 동독을 떠나는 이주자 수가 급격히 늘어났다.(공화국 탈주, 두뇌 유출) 막대한 수의 동독 사람들이 동베를린 시내 국경의 "작은 구멍"만으로 서방으로 탈출하였다. 그러자 동독 정부는 "기준량"(각 노동자들의 생산 할당량)을 10%로 올렸다. 이미 체제에 염증을 느낀데다 베를린에서 서독의 상대적인 경제 발전을 보고 있던 동독 사람들은 이에 분노하게 되었다. 화난 건설 노동자들이 거리 시위를 일으켰으며, 이내 다른 사람들도 가세하여 동베를린 노동조합 본부로 행진하였다. 오후 2시까지 그곳에 있던 사람들에게 아무런 공식적인 담화가 없었으며, 동독 정부는 "기준량" 인상을 철회하기로 하였다. 그러나 위기는 이미 심화되어 사람들은 자유 선거, 군대 해산, 정부 사퇴 등 정치적인 요구를 하기에 이르렀다. 그 해 6월 17일까지 작업장 317곳에서 대략 400,000여 명의 노동자들이 파업을 일으킨 것으로 기록되었다. 파업을 일으킨 사람들은 집권 세력인 독일 사회주의 통일당 건물에 불을 지르고 브란덴부르크 대문의 국기를 찢었으며, 사회주의 통일당의 발터 울브리히트 총서기장은 동베를린을 떠났다.
계엄령이 선포되고, 소비에트의 붉은 군대가 중요한 몇몇 건물을 공격하였다. 몇 시간만에 소련군 전차가 들이닥쳤으나 즉각 모든 노동자들에게 발포하지는 않았다. 그 대신 점차 압력을 주어 독일 주둔 소비에트 연방군 장병 20,000명과 전차로 구성된 약 16개 소련군 사단과 8,000명의 국가인민군이 투입되었다. 유혈 사태는 피할 수 없었으며, 공식 사망자 수는 21명이었으나 실제 사상자는 훨씬 많았을 것이다. 이후 20,000명이 체포되고, 40명이 처형되었다.

### 1956년 헝가리 혁명
1953년 스탈린이 죽자 뒤이어 탈스탈린화의 시대가 등장하였으며, 헝가리에서는 개혁주의자인 임레 나지가 스탈린주의자 독재자인 라코시 마티아시의 후임으로 집권하였다. 1956년 10월 인민의 요구에 따라 정부는 최근에 교화된 개혁주의자인 브와디스와프 고무우카를 폴란드 통일 노동자당의 제1서기로 임명하였으며, 소련 정부와 무역 허가와 군대 감축을 놓고 협상하라는 명령을 내렸다. 며칠간 긴장된 협상이 진행되었고 그해 10월 19일에 소련은 결국 고무우카의 개혁적인 요구를 들어주었다.
부다페스트 기술 경제 대학교 학생들이 1956년 헝가리 혁명 요구안 목록을 작성하고 10월 22일에 시위를 벌이면서 혁명이 시작되었다. 이튿날 오후 6시까지 시위대 수는 200,000명으로 불어났다, 이들의 요구로는 자유·비밀 선거, 독립적인 사법 재판소, 스탈린과 라코시가 헝가리에서 벌인 활동에 대한 조사, "스탈린주의자 폭군과 정치 억압의 상징인 스탈린 동상을 되도록 빨리 철거할 것" 등 이 있었다. 9시 30분에 스탈린 동상이 쓰러졌으며, 환호하는 군중들은 스탈린 동상이 쓰러지고 남은 장화 부분에 헝가리 국기를 꽃으며 혁명을 축하하였다. ÁVH가 소집되었으며, 헝가리 장병들이 시위대에 가담하였고, 시위대를 향해 발포가 이루어졌다.
10월 24일 오전 2시에 소련의 게오르기 주코프 국방 장관의 명령으로 소련 전차가 부다페스트에 진입하였다. 시위대가 의회를 공격하면서 정부는 무너질 수밖에 없었다. 10월 28일에는 사격 중지 조치가 취해졌으며, 10월 30일에 소련군 부대 거의 대부분이 부다페스트에서 헝가리 시골 지역의 주둔지로 철수하였다. 10월 28일부터 11월 4일까지는 사실상 분쟁이 중지되었으며, 여러 헝가리 사람들은 소련군 부대가 정말로 헝가리를 떠나고 있으리라 믿었다.
혁명기에 집권한 새 정부는 공식적으로 ÁVH를 해산하였고, 바르샤바 조약 탈퇴를 천명하였으며, 자유 선거 제도를 복원하겠다고 약속하였다. 그러자 소련 정치국이 혁명을 무너뜨리기 위해 움직였다. 11월 4일, 소련군이 대규모로 부다페스트와 다른 지역에 침입하였다. 마지막 저항군은 11월 10일에 사격 중지를 요구하였다. 2,500명이 넘는 헝가리인과 722명의 소련군이 목숨을 잃었으며, 수천 명 이상이 부상당하였다. 헝가리 사람 수천 명이 체포되어 투옥되고 소련으로 소환되었는데, 상당수는 증거도 없이 이런 조치를 당하였다. 약 200,000명의 헝가리 사람들이 헝가리를 떠났으며, 소련이 새로이 세운 카다르 야노시 (Kádár János) 정부에서 헝가리인 26,000여명이 재판에 넘겨져 그 가운데 13,000명이 투옥되었다. 너지 임레는 말레테르 팔 (Pál Maléter) 과 미클로시 기메시 (Miklós Gimes)와 함께 1958년 6월 비밀 재판을 받고 처형되었다. 이들의 시신은 부다페스트 외곽의 시 묘지에 이름도 없는 무덤에 묻혔다. 1957년 1월에 이르면 소련이 세운 새 정부가 대중의 모든 반대 세력을 억압하게 된다.

### 프라하의 봄과 1968년 체코슬로바키아 침공
1968년 체코슬로바키아에서는 프라하의 봄이라 불린 정치 자유의 시기가 열렸다. 이 사건은 1960년대 초의 경제 침체를 불러온 경제 개혁 등 여러 사건의 영향으로 일어났다. 프라하의 봄은 1968년 1월 5일에 슬로바키아인 개혁주의자 알렉산데르 둡체크가 집권하면서 시작되었다. 4월에 둡체크는 자유화의 "행동 계획"을 실시하였는데, 여기에는 출판의 자유, 언론의 자유, 이동의 자유를 확대하고 소비재 생산에 중점을 두며, 지방 정부를 실현하며, 비밀 경찰의 권력을 제한하는 등의 조치가 있었다.
처음에 동구권내의 반응은 제각각이었는데, 헝가리의 카다르 야노시는 지지를 표명하였으나, 소련 지도자 레오니트 브레즈네프와 다른 지도자들은 알렉산데르 둡체크의 개혁에 우려가 커졌는데, 이들은 체코슬로바키아의 개혁이 냉전기 소비에트 블록의 위상을 약화시킬지도 모른다고 두려워하였다. 그 해 8월 3일, 소련, 동독, 폴란드, 헝가리, 불가리아, 체코슬로바키아의 대표단이 브라티슬라바에서 만나 브라티슬라바 선언을 체결하였으며, 여기서 마르크스-레닌주의와 프롤레타리아 국제주의에 성실할 것을 확인하고, "부르주아" 사상과 모든 "反사회주의" 세력에 결연히 투쟁할 것을 선언하였다.
그러나 1968년 8월 20~21일 밤에 바르샤바 조약기구 4개국(소련, 불가리아, 폴란드, 헝가리)의 소비에트 블록 군대가 체코슬로바키아를 침공하였다. 이 침공은 브레즈네프 독트린 즉 소비에트 블록에서는 개별 국가의 이익보다 블록 전체의 이익이 더 우위에 있으며, 동구권의 개별 국가가 자본주의로 전환할 것으로 보일 경우 소비에트가 개입할 권리가 있다는 주의와 부합하는 것이었다. 조약군의 침공으로 대규모 이주가 일어났으며, 처음에 체코 사람 70,000명이 떠났는데, 결국 총 이주민 수는 300,000명에 이르렀다. 1969년 4월 둡체크가 물러나가 Gustáv Husák가 제1서기가 되었으며, "정상화"의 시기가 시작되었다. Husák는 둡체크의 개혁을 뒤엎고 당내 자유주의적인 인사를 숙청하고, 공직 사회에서 반대자를 해임하였으며, 주류 언론에서 정치 비판 불허 조치를 다시 실시하였고, 사람마다 "완전한 정치적 신뢰성"이 있다고 보지 않았다.
1980년대 후반에 약화된 소비에트 연방은 점차 동구권 나라의 내정에 간섭하는 데 그만두게 되었다. 브레즈네프의 침체기 이후 1985년에 개혁적인 성향의 소련 지도자 미하일 고르바초프가 자유화의 추세를 진전시키겠다고 천명하였다. 고르바초프가 브레즈네프 독트린을 포기하고 "시나트라 독트린"을 내세우면서 당시 중부·동부 유럽의 여러 나라에 극적인 영향을 끼쳤다. 고르바초프는 소련에서 글라스노스트(개방) 정책을 추진하고, 페레스트로이카(경제 재구조화)의 필요성을 역설하였다. "나라들의 가을"로 불리기도 하는 1989년 동유럽 혁명이 동구권을 휩쓸었다.
헝가리 인민 공화국에서는 1988년 카다르 야노시가 공산당 총서기장에서 실각하면서 상당한 개혁이 이루어졌다. 1989년 폴란드 인민 공화국에서는 솔리다르노시치(폴란드 자유 노조)가 합법화되어 의회 선거에 참여할 수 있게 되었으며, 가용 의석의 99%를 거머쥐었다. 1989년 11월 9일 동독에서는 대규모 시위가 일어나고 체코슬로바키아에서 국경 제한이 완화되어 수 만 명의 동베를린 사람들이 베를린 장벽의 검문소로 몰려들어 서베를린으로 넘어갔다. 불가리아 인민 공화국에서는 베를린 장벽 출입이 이루어진 바로 다음 날에 지도자 Todor Zhivkov가 정치국에서 실각하고, Petar Mladenov가 집권하였다. 체코슬로바키아 사회주의 공화국에서는 50만 명의 체코 사람들이 자유를 요구하며 시위를 벌이고 총파업을 일으키자, 이미 압력에 못 이겨 서방 국가에 출입을 허용했던 당국은 집권 공산당의 지도적 역할을 보장한 규정을 폐지하였다. Gustáv Husák 대통령은 1948년 이래 처음으로 체코슬로바키아 공산 정부에서 대규모로 비공산주의자들을 임명하였고, 벨벳 혁명 당시 사임하였다. 제한적인 탈스탈린화도 겪어보지 못했던 루마니아 사회주의 공화국에서는 사회 불안이 일자 지도자 니콜라에 차우셰스쿠는 부쿠레슈티의 공산당 당사 바깥에서 자신을 지지하는 대중 연대를 명령하였다. 그러나 그를 반대하는 대규모 시위대가 나왔다. 루마니아 군부는 차우셰스쿠 편에서 선회하여 시위대 편에 서서, 사흘 뒤 짧은 재판 뒤 처형되었다.

## 일반적인 구분
"동구권"이란 표현은 보통 "바르샤바 조약기구 가입국을 비롯한 유고슬라비아나 알바니아 등 중앙유럽의 공산주의 국가"를 이르는 말이다. 때로는 더 넓은 의미로 이 말은 "공산주의 치하에 있는 중앙유럽 나라"를 가리키기도 한다. 소련 외에 동구권의 구성국은 흔히 소련의 "위성 국가"라고 부른다.

## 같이 보기
- 동유럽 지역 그룹
- 유라시아 경제 연합
- 소련의 군사점령
- 소비에트 제국
- 국가사회주의

### 내용주
1. ↑  소비에트 당국은 선거를 조작하였다. (폴란드어) Bartlomiej Kozlowski Wybory” do Zgromadzen Ludowych Zachodniej Ukrainy i Zachodniej Bialorusi 보관됨 2006-06-28 - 웨이백 머신, NASK, 2005, Polska.pl, 그 결과 소비에트의 동 폴란드 합병이 합법화되었다. Jan Tomasz Gross, Revolution from Abroad, Princeton University Press, 2003, page 396 ISBN 0-691-09603-1
2. ↑  소비에트 당국은 폴란드의 역사와 문화를 말살하려 하였다. Trela-Mazur, Elzbieta, 《Sowietyzacja oswiaty w Malopolsce Wschodniej pod radziecka okupacja 1939–1941 (Sovietization of Education in Eastern Lesser Poland During the Soviet Occupation 1939–1941)》, ed. Wlodzimierz Bonusiak, et al. (eds.), 《Wyzsza Szkola Pedagogiczna im. Jana Kochanowskiego》, 1997, ISBN 978-83-7133-100-8
3. ↑  소비에트 당국은 폴란드의 화폐 즈워티를 루블로 바꾸었다. (폴란드어), Karolina Lanckoronska 《Wspomnienia wojenne; 22 IX 1939 - 5 IV 1945》, 2001, ed, page 364, Chapter I - Lwów, ZNAK, ISBN 83-240-0077-1
4. ↑  소비에트 당국은 전쟁 전 폴란드 정부를 위해 일한 것을 "혁명에 대한 범죄"(Gustaw Herling-Grudzinski, 《A World Apart: Imprisonment in a Soviet Labor Camp During World War II》, 1996, 284쪽, Penguin Books, ISBN 0-14-025184-7)와 "반혁명적 활동"((폴란드어) Wladyslaw Anders, 《Bez ostatniego rozdzialu》, 1995, 540쪽, Test, ISBN 83-7038-168-5)으로 여겼다. 따라서, 수많은 폴란드 시민들을 체포하기 시작하였다.
5. ↑  소비에트의 폴란드 초기 침략 동안, 최소 230,000~450,000명의 사람들이 수감되었고, 그들 중 일부는 처형되었다. (Katyn massacre도 참고할 것).Sanford, Google Books, p. 20-24.; Fischer, Benjamin B., 《The Katyn Controversy: Stalin's Killing Field 보관됨 2007-05-09 - 웨이백 머신》, Studies in Intelligence, Winter 1999–2000; Stalin's Killing Field 보관됨 2008-07-09 - 웨이백 머신
6. ↑  라트비아인 34,250명, 리투아니아인 75,000명, 에스토니아인 거의 60,000명이 국외로 추방되거나 살해되었다. 그 중 일부는 Order № 001223에 의한 것이었다. Simon Sebag Montefiore, 《Stalin: The Court of the Red Tsar》, p.334
7. ↑  게다가, 라트비아에서의 선거 결과는 위조된 것으로 알려져 있다. 원래 일정보다 하루 빨리 런던의 신문사가 입수하여 이를 보도하였기 때문이다. Visvaldis, Mangulis, 《Latvia in the Wars of the 20th century》, 1983, Princeton Junction: Cognition Books, id=ISBN 0-912881-00-3, Chapter=VIII. September 1939 to June 1941; Švābe, Arvīds. 《The Story of Latvia》. Latvian National Foundation. Stockholm. 1949. Feldbrugge, Ferdinand et al., Encyclopedia of Soviet Law, 1985, Brill, isbn 9024730759, page 460
8. ↑  점령 이후, 베사라비아와 북부 부코비나에서는 종교적 박해가 뒤따랐고 이 지역에서의 소비에트 연방으로의 강제 추방도 자행되었다.
9. ↑  상세한 것은 동부 전선을 참조.
10. ↑  독일 통일사회당의 당원들이 스탈린에게, 소비에트 군인들에 의한 약탈과 강간이 전후 동독의 공산주의를 위한 미래에 부정적인 결과를 초래할 수 있다고 보고하자, 스탈린은 화를 내면서 이렇게 반응하였다. "진흙속에서 붉은 군대의 명예를 더럽히는 자들을 참을 수 없다." (Wolfgang Leonhard, 《Child of the Revolution》 , Pathfinder Press, 1979, ISBN 0-906133-26-2
11. ↑  이러한 정치적 상황은 영국, 프랑스, 미국에 의하여 점령된 서독에서 자유선거로 선출된 의회가 총리와 대통령을 선택한 것과 대조적이다. (Turner, Henry Ashby The Two Germanies Since 1945: East and West, Yale University Press, 1987, isbn 0300038658, page 20)
12. ↑  축전(祝電)에서 스탈린은 동독의 건국과 함께, "국제적인 제국주의에 의한 유럽 국가들의 노예화는 불가능하게 되었다."고 강조하였다. (Wettig, Gerhard, Stalin and the Cold War in Europe, Rowman && Littlefield, 2008, id=0742555429, page 179)

### 참조주
1. ↑  〈Eastern bloc〉, 《The American Heritage New Dictionary of Cultural Literacy》, Third Edition. Houghton Mifflin Company, 2005
2. ↑  Donald Hirsch, Joseph F. Kett, James S. Trefil (2002). 《The New Dictionary of Cultural Literacy》. Houghton Mifflin Harcourt. 230쪽. 0618226478.
3. ↑  Julian Towster. 《Political Power in the U.S.S.R., 1917–1947: The Theory and Structure of Government in the Soviet State》Oxford Univ. Press, 1948. p. 106
4. ↑  Tucker, Robert C. (1992). 《Stalin in Power: The Revolution from Above, 1928–1941》. W. W. Norton & Company. ISBN 0-393-30869-3.
5. 1 2  《Encyclopedia Britanica》〈German-Soviet Nonaggression Pact〉, 2008
6. 1 2  Text of the Nazi-Soviet Non-Aggression Pact 보관됨 2014-11-14 - 웨이백 머신, executed August 23, 1939
7. ↑  Christie, Kenneth, 《Historical Injustice and Democratic Transition in Eastern Asia and Northern Europe: Ghosts at the Table of Democracy》, RoutledgeCurzon, 2002, ISBN 0-7007-1599-1
8. 1 2 3 4 5 6 7 8  Roberts, Geoffrey (2006). 《Stalin's Wars: From World War to Cold War, 1939–1953》. Yale University Press. ISBN 0-300-11204-1.
9. ↑  George Sanford (scholar) (2005). 《Katyn and the Soviet Massacre Of 1940: Truth, Justice And Memory》. London, New York: Routledge. ISBN 0-415-33873-5.
10. ↑  Nekrich, Aleksandr Moiseevich; Ulam, Adam Bruno; Freeze, Gregory L. (1997). 《Pariahs, Partners, Predators: German–Soviet Relations, 1922–1941》. Columbia University Press. ISBN 0-231-10676-9.
11. ↑  (폴란드어) various authors (1998).  Adam Sudol, 편집. 《Sowietyzacja Kresów Wschodnich II Rzeczypospolitej po 17 wrzesnia 1939》. Bydgoszcz: Wyzsza Szkola Pedagogiczna. 441쪽. ISBN 83-7096-281-5.
12. ↑  (영어) various authors (2001). 〈Stalinist Forced Relocation Policies〉.   Myron Weiner, Sharon Stanton Russell. 《Demography and National Security》. Berghahn Books. 308–315쪽. ISBN 1-57181-339-X.
13. ↑  (폴란드어) Encyklopedia PWN, "OKUPACJA SOWIECKA W POLSCE 1939–41", last accessed on 1 March 2006, online 보관됨 2005-04-20 - 웨이백 머신
14. ↑  Piotrowski, Tadeusz (2007). 《Poland's Holocaust》. McFarland. ISBN 0-7864-0371-3.
15. 1 2 3 4 5 6 7 8 9 10 11 12 13 14 15 16 17 18 19 20 21 22 23 24 25 26 27 28 29 30 31 32 33 34 35 36 37 38 39 40 41 42 43 44 45 46 47 48 49 50 51 52 53 54 55 56 57 58 59 60 61 62 63 64 65 66 67 68 69 70 71 72 73 74 75 76 77 78 79 80 81 82 83 84 85 86 87 88 89 90 91 92 93 94 95 96 97 98 99 100 101 102 103 104 105 106 107 108 109  Wettig, Gerhard (2008). 《Stalin and the Cold War in Europe》. Rowman & Littlefield. ISBN 0-7425-5542-9.,
16. ↑  Senn, Alfred Erich, Lithuania 1940 : revolution from above, Amsterdam, New York, Rodopi, 2007 ISBN 978-90-420-2225-6
17. ↑  Smith, David James; Pabriks, Artis; Purs, Aldis; Lane, Thomas (2002). 《The Baltic States: Estonia, Latvia and Lithuania》. Routledge. ISBN 0-415-28580-1. xix
18. ↑  O'Connor, Kevin (2003). 《The history of the Baltic States》. Greenwood Publishing Group. 0313323550.
19. 1 2  Kennedy-Pip, Caroline (1995). 《Stalin's Cold War》. Manchester University Press. ISBN 0-7190-4201-1.
20. ↑  Shirer, William L. (1990). 《The Rise and Fall of the Third Reich: A History of Nazi Germany》. Simon and Schuster. ISBN 0-671-72868-7.
21. 1 2  Miscamble, Wilson D. (2007). 《From Roosevelt to Truman: Potsdam, Hiroshima, and the Cold War》. Cambridge University Press. ISBN 0-521-86244-2.
22. 1 2 3  February 11, 1945 Potsdam Report, reprinted in Potsdam Ashley, John, Soames Grenville and Bernard Wasserstein, The Major International Treaties of the Twentieth Century: A History and Guide with Texts, Taylor & Francis, 2001 ISBN 0-415-23798-X
23. 1 2 3  Berthon, Simon; Potts, Joanna (2007). 《Warlords: An Extraordinary Re-creation of World War II Through the Eyes and Minds of Hitler, Churchill, Roosevelt, and Stalin》. Da Capo Press. ISBN 0-306-81538-9.
24. ↑  Muller, James W., 《Churchill's "Iron Curtain" Speech Fifty Years Later》, University of Missouri Press, 1999, ISBN 0-8262-1247-6, pages 1–8
25. ↑  Gaddis, John Lewis, 《We Now Know: Rethinking Cold War History》, Oxford University Press, Incorporated, 1998, ISBN 0-19-878071-0
26. 1 2  Whincop, Michael J., 《Corporate Governance in Government Corporations》, Ashgate Publishing, Ltd., 2005, ISBN 0-7546-2276-2, page 43
27. 1 2  Feldbrugge, Ferdinand Joseph Maria, 《Russian law: the end of the Soviet system and the role of law》, Martinus Nijhoff Publishers, 1993, ISBN 0-7923-2358-0, page 63
28. 1 2  Black, Cyril Edwin Robert English, Jonathan E. Helmreich, Paul C. Helmreich, A. James McAdams, Rebirth: A Political History of Europe Since World War II, Westview Press, 2000, ISBN 0-8133-3664-3, page 178
29. ↑  Rao, B. V. (2006). 《History of Modern Europe Ad 1789–2002: A.D. 1789–2002》. Sterling Publishers Pvt. Ltd. 280쪽. 1932705562.
30. ↑  Langley, Andrew (2006). 《The Collapse of the Soviet Union: The End of an Empire》. Compass Point Books. 3-쪽. 0756520096.
31. ↑  Merkl, Peter H. (2004). 《German Unification》. Penn State Press. 53쪽. 0271025662.
32. ↑  Rajagopal, Balakrishnan (2003). 《International law from below: development, social movements, and Third World resistance》. Cambridge University Press,. 75쪽. 0521016711.
33. 1 2 3 4 5 6 7 8 9 10 11 12 13 14 15 16  Crampton, R. J. (1997). 《Eastern Europe in the twentieth century and after》. Routledge. ISBN 0-415-16422-2.
34. 1 2 3 4  Pearson, Raymond (1998). 《The Rise and Fall of the Soviet Empire》. Macmillan. ISBN 0-312-17407-1.
35. ↑  Beevor, Antony, 《 Berlin: The Downfall 1945》, Penguin Books, 2002, ISBN 0-670-88695-5. Specific reports also include Report of the Swiss legation in Budapest of 1945 보관됨 2009-06-16 - 웨이백 머신 and Hubertus Knabe: Tag der Befreiung? Das Kriegsende in Ostdeutschland (A day of liberation? The end of war in Eastern Germany), Propyläen 2005, ISBN 3-549-07245-7German).
36. 1 2 3  Bideleux, Robert; Jeffries, Ian (2007). 《A History of Eastern Europe: Crisis and Change》. Routledge. ISBN 0-415-36626-7.
37. 1 2 3 4 5 6 7 8 9 10  Miller, Roger Gene (2000). 《To Save a City: The Berlin Airlift, 1948–1949》. Texas A&M University Press. ISBN 0-89096-967-1.
38. ↑  Schissler, Hanna 《The Miracle Years: A Cultural History of West Germany, 1949–1968》
39. ↑  Norman M. Naimark. 《The Russians in Germany: A History of the Soviet Zone of Occupation, 1945–1949.》Harvard University Press, 1995. ISBN 0-674-78405-7) 소비에트 점령 지역에서의 붉은군대에 의한 약탈, 강간, 파괴의 증거가 되는 기록들은 모조리 삭제되었다. (Wolfgang Leonhard, 《Child of the Revolution》, Pathfinder Press, 1979, ISBN 0-906133-26-2.)
40. 1 2 3 4 5 6 7  Turner, Henry Ashby (1987). 《The Two Germanies Since 1945: East and West》. Yale University Press. ISBN 0-300-03865-8.
41. ↑  Potichnyj, Peter J. (1980). 《Poland and Ukraine, past and present》. CIUS Press. 329쪽. 0920862071.
42. ↑  Cohen, Saul Bernard, Geopolitics: The Geography of International Relations, Rowman & Littlefield, 2008, ISBN 0-7425-5676-X, page 211
43. ↑  Curp, David, 《A Clean Sweep?: The Politics of Ethnic Cleansing in Western Poland, 1945–1960》, Boydell & Brewer, 2006, ISBN 1-58046-238-3, pages 66–69
44. ↑  Tom Buchanan, 《Europe's Troubled Peace, 1945–2000: 1945–2000》, Blackwell Publishing, 2005, ISBN 0-631-22163-8, Google Print, p.84
45. ↑  A brief history of Poland: Chapter 13: The Post-War Years, 1945–1990 보관됨 2011-07-09 - 웨이백 머신. Polonia Today Online. Retrieved on 28 March 2007.
46. ↑  "Poland." 《Encyclopedia Britannica》2007. Encyclopædia Britannica Online. Retrieved on 7 April 2007
47. ↑  Poland - The Historical Setting: Chapter 6: The Polish People's Republic. 보관됨 2009-06-15 - 웨이백 머신 Polish Academic Information Center, University at Buffalo.  Retrieved on 14 March 2007.
48. ↑  William Taubman. (2004). Khrushchev: The Man and His Era W. W. Norton & Company. ISBN 0-393-05144-7 pg. 195
49. ↑  Mark, James, 〈Remembering Rape: Divided Social Memory and the Red Army in Hungary 1944–1945〉,《 Past & Present - Number 188》August 2005, page 133
50. ↑  Naimark, Norman M., 《The Russians in Germany: A History of the Soviet Zone of Occupation, 1945–1949.》 Cambridge: Belknap, 1995, ISBN 0-674-78405-7
51. ↑  Norton, Donald H. (2002). Essentials of European History: 1935 to the Present, p. 47. REA: Piscataway, New Jersey. ISBN 0-87891-711-X.
52. ↑  Kertesz, Stephen D. (1953). 《Diplomacy in a Whirlpool: Hungary between Nazi Germany and Soviet Russia, Chapter VIII (Hungary, a Republic), p.139-52》. University of Notre Dame Press, Notre Dame, Indiana. ISBN 0-8371-7540-2. |title=에 외부 링크가 있음 (도움말) Retrieved 8 October 2006
53. 1 2 3 4  Granville, Johanna, 《The First Domino: International Decision Making during the Hungarian Crisis of 1956》, Texas A&M University Press, 2004. ISBN 1-58544-298-4
54. ↑  Baer, Helmut David, The Struggle of Hungarian Lutherans Under Communism, Texas A&M University Press, 2006 ISBN 1-58544-480-4, page 16
55. ↑  UN General Assembly Special Committee on the Problem of Hungary (1957) Chapter II.N, para 89(xi) (p. 31)
56. 1 2 3  《글로벌 세계 대백과사전》〈헝가리 인민공화국〉
57. 1 2  Sugar, Peter F., Peter Hanak and Tibor Frank, 《A History of Hungary》, Indiana University Press, 1994, ISBN 0-253-20867-X
58. ↑  Gati, Charles, 《Failed Illusions: Moscow, Washington, Budapest, and the 1956 Hungarian Revolt》, Stanford University Press, 2006 ISBN 0-8047-5606-6, page 9-12
59. ↑  Matthews, John P. C. , 《Explosion: The Hungarian Revolution of 1956》, Hippocrene Books, 2007, ISBN 0-7818-1174-0
60. ↑  Tőkés, Rudolf L. (1998). 《Hungary's Negotiated Revolution: Economic Reform, Social Change and Political Succession》,  Cambridge University Press: Cambridge. ISBN 0-521-57850-7
61. ↑  Gati, Charles (2006년 9월). 《Failed Illusions: Moscow, Washington, Budapest and the 1956 Hungarian Revolt》. Stanford University Press. ISBN 0-8047-5606-6.  (page 49). 개티는 이렇게 묘사한다. "정신적, 육체적 고문의 매우 참혹한 형태... (라코시 정부의) 테러에 의한 지배는 중앙유럽과 동유럽의 다른 그 어떤 위성국가보다도 매우 냉혹하고 매우 광범위한 것으로 드러났다." 또한 그는 공산주의의 붕괴 이후, 진실 조사 위원회인 Torvenytelen szocializmus(무법의 공산주의)의 보고서를 이와 같이 언급한다. : "1950년부터 1953년 초까지, 법원은 65만건의 정치범 사건을 처리했는데, 그 중 38만 7천명, 즉 전 인구의 4%가 유죄로 판결이 났다. (Budapest, Zrinyi Kiado/Uj Magyarorszag, 1991, 154).
62. ↑  Crampton, R. J. 《A Concise History of Bulgaria》p.186. Cambridge University Press (2005), ISBN 0-521-85085-1
63. 1 2  Judt, Tony 《Postwar: A History of Europe Since 1945》, p. 175. Penguin Press (2005), ISBN 1-59420-065-3
64. 1 2 3  Grogin, Robert C. (2001). 《Natural Enemies: The United States and the Soviet Union in the Cold War, 1917–1991》. Lexington Books. ISBN 0739101609.
65. 1 2 3  Grenville, John Ashley Soames; Wasserstein, Bernard (2001). 《The Major International Treaties of the Twentieth Century: A History and Guide with Texts》. Taylor & Francis. ISBN 0-415-23798-X.
66. ↑  Saxonberg, Steven (2001). 《The Fall: A Comparative Study of the End of Communism in Czechoslovakia, East Germany, Hungary and Poland》. Routledge. ISBN 90-5823-097-X.
67. ↑  Airbridge to Berlin, "Eye of the Storm" chapter
68. ↑  조르주 뒤비 지음, 채인택 옮김, 《지도로 보는 세계사》, 생각의 나무 (2006)
69. ↑  Europa Publications Limited,《Eastern Europe and the Commonwealth of Independent States, 1999》 , Routledge, 1999, ISBN 1-85743-058-1, page 545
70. 1 2 3 4 5 6  Cook, Bernard A. (2001). 《Europe Since 1945: An Encyclopedia》. Taylor & Francis. ISBN 0-8153-4057-5.
71. 1 2 3  Olsen, Neil (2000). 《Albania》. Oxfam. ISBN 0-85598-432-5.
72. ↑  “Carnations - TIME”. TIME. 1948년 2월 9일. 2009년 1월 14일에 원본 문서에서 보존된 문서. 2009년 2월 1일에 확인함.
73. 1 2  Robert Bideleux and Ian Jeffries, A History of Eastern Europe: Crisis and Change, Routledge, 1998. ISBN 0-415-1611-8
74. 1 2  Gaddis, John Lewis (2005). 《The Cold War: A New History》. Penguin Press. ISBN 1-59420-062-9.
75. ↑  Turner, Henry Ashby, 《The Two Germanies Since 1945: East and West》, Yale University Press, 1987, ISBN 0-300-03865-8, page 29
76. ↑  Fritsch-Bournazel, Renata, 《Confronting the German Question: Germans on the East-West Divide》, Berg Publishers, 1990, ISBN 0-85496-684-6, page 143
77. ↑  Hardt, John Pearce; Kaufman, Richard F. (1995). 《East-Central European Economies in Transition》. M.E. Sharpe. ISBN 1-56324-612-0.
78. 1 2 3  Hardt, Kaufman, 1995, p.12.
79. ↑  Crampton, 1997, p.246.
80. ↑  Crampton, 1997, p.244.
81. 1 2  Crampton, 1997, p.245.
82. 1 2  Hardt, Kaufman, 1995, p.18.
83. ↑  Wettig, 2008, p.40.
84. 1 2  Wettig, 2008, p.50.
85. 1 2  Pollack, Wielgohs, 2004, p.xiv.
86. ↑  Pollack, Wielgohs, 2004, p.xv.
87. 1 2 3  Crampton, 1997, p.247.
88. ↑  O'Neil, 1997, p=15.
89. 1 2 3  O'Neil, 1997, p=125.
90. 1 2  O'Neil, 1997, p=1.
91. ↑  Germany (East), Library of Congress Country Study, frd/cs/germany_east/gx_appnb.html Appendix B: The Council for Mutual Economic Assistance
92. 1 2  Crampton, 1997, p.240.
93. ↑  Turnock, 1997, p.26.
94. ↑  Turnock, 1997, p.27.
95. 1 2 3  Michta, Mastny, 1992, p.31.
96. ↑  Michta, Mastny, 1992, p.32.
97. 1 2 3  Crampton, 1997, p.312-3.
98. ↑  Crampton, 1997, p.378.
99. ↑  Cook, 2001, p.18.
100. ↑  Dowty, 1989, p.68.
101. 1 2  Dowty, 1989, p.69.
102. ↑  Dowty, 1989, p.70.
103. ↑  Dowty, 1989, p.114.
104. ↑  Bayerisches Staatsministerium für Arbeit und Sozialordnung, Familie und Frauen, Statistik Spätaussiedler Dezember 2007 보관됨 2009-03-19 - 웨이백 머신, p.3 (in German)
105. ↑  Loescher, 2001, p.60.
106. ↑  Loescher, 2001, p.68.
107. ↑  Dale, 2005, p.17.
108. 1 2  Harrison, 2003, p.99.
109. ↑  Dowty, 1989, p.121.
110. ↑  Dowty, 1989, p.122.
111. ↑  Pearson, 1998, p.75.
112. 1 2 3  Böcker, 1998, p.209.
113. ↑  Krasnov, 1985, p.1&126.
114. ↑  Krasnov, 1985, p.2.
115. 1 2  Hardt, Kaufman, 1995, p.15.
116. ↑  Dale, 2005, p.85.
117. ↑  Crampton, 1997, p.250.
118. 1 2  Hardt, Kaufman, 1995, p.16.
119. ↑  Hardt, Kaufman, 1995, p.1.
120. ↑  Hardt, Kaufman, 1995, p.17.
121. ↑  Madison, 2006, p.185.
122. ↑  Alice Teichova; Herbert Matis (2003). 《Nation, State, and the Economy in History》. Cambridge University Press. 138쪽. 0521792789.
123. ↑  Teichova, Matis, 2003, p.724.
124. ↑  Hardt, Kaufman, 1995, p.10.
125. 1 2 3 4  Crampton, 1997, p.278.
126. 1 2 3 4 5 6 7 8 9  Crampton, 1997, p.279.
127. ↑  János M. Rainer (Paper presented on 4 October 1997 at the workshop “European Archival Evidence. Stalin and the Cold War in Europe", Budapest, 1956 Institute). “Stalin and Rákosi, Stalin and Hungary, 1949–1953”. 2006년 9월 9일에 원본 문서에서 보존된 문서. 2006년 10월 8일에 확인함.
128. ↑  “Notes from the Minutes of the CPSU CC Presidium Meeting with Satellite Leaders, 24 October 1956” (PDF). 《The 1956 Hungarian Revolution, A History in Documents》. George Washington University: The National Security Archive. 2002년 11월 4일. 2006년 9월 2일에 확인함.
129. ↑  Internet Modern History Sourcebook: Resolution by students of the Building Industry Technological University: Sixteen Political, Economic, and Ideological Points, Budapest, 22 October 1956 Retrieved 22 October 2006
130. ↑  UN General Assembly Special Committee on the Problem of Hungary (1957) Chapter II. A (Meetings and demonstrations), para 54 (p. 19)
131. 1 2  UN General Assembly Special Committee on the Problem of Hungary (1957) Chapter II. C (The First Shots), para 55 (p. 20)
132. ↑  UN General Assembly Special Committee on the Problem of Hungary (1957) Chapter II. C (The First Shots), para 56 (p. 20)
133. ↑  UN General Assembly Special Committee on the Problem of Hungary (1957) Chapter II. C (The First Shots), paragraphs 56–57 (p. 20)
134. ↑  UN General Assembly Special Committee on the Problem of Hungary (1957) Chapter II.C, para 58 (p. 20)
135. ↑  UN General Assembly Special Committee on the Problem of Hungary (1957) Chapter II.F, para 65 (p. 22)
136. ↑  UN General Assembly Special Committee on the Problem of Hungary (1957) Chapter II. F (Political Developments) II. G (Mr. Nagy clarifies his position), paragraphs 67–70 (p. 23)
137. ↑  Video: Revolt in Hungary {{ Narrator: Walter Cronkite, producer: CBS (1956) - Fonds 306, Audiovisual Materials Relating to the 1956 Hungarian Revolution, OSA Archivum, Budapest, Hungary ID number: HU OSA 306-0-1:40}}
138. ↑  UN General Assembly Special Committee on the Problem of Hungary (1957) Chapter IV. E (Logistical deployment of new Soviet troops), para 181 (p. 56)
139. ↑  Mark Kramer, “The Soviet Union and the 1956 Crises in Hungary and Poland: Reassessments and New Findings”, Journal of Contemporary History, Vol.33, No.2, April 1998, p.210.
140. ↑  Péter Gosztonyi, "Az 1956-os forradalom számokban", Népszabadság (Budapest), 3 November 1990.
141. ↑  “Report by Soviet Deputy Interior Minister M. N. Holodkov to Interior Minister N. P. Dudorov (15 November 1956)” (PDF). 《The 1956 Hungarian Revolution, A History in Documents》. George Washington University: The National Security Archive. 2002년 11월 4일. 2006년 9월 2일에 확인함.
142. ↑  Cseresnyés, Ferenc (Summer 1999). “The '56 Exodus to Austria”. 《The Hungarian Quarterly》 (Society of the Hungarian Quarterly) XL (154): 86–101. 2004년 11월 27일에 원본 문서에서 보존된 문서. 2006년 10월 9일에 확인함.
143. ↑  Molnár, Adrienne; Kõrösi Zsuzsanna, (1996). “The handing down of experiences in families of the politically condemned in Communist Hungary”. Gotegorg: 1169–1166. 2007년 6월 7일에 원본 문서에서 보존된 문서. 2008년 10월 10일에 확인함. |장=이 무시됨 (도움말)
144. ↑  "On This Day 16 June 1989: Hungary reburies fallen hero Imre Nagy" British Broadcasting Corporation (BBC) reports on Nagy reburial with full honors. (Accessed 13 October 2006)
145. ↑  “Photius.com, (info from CIA world Factbook)”. Photius Coutsoukis. 2008년 1월 20일에 확인함.
146. ↑  Williams, 1997 p.5.
147. ↑  Ello (ed.), Paul (April 1968). Control Committee of the Communist Party of Czechoslovakia, "Action Plan of the Communist Party of Czechoslovakia (Prague, April 1968)" in Dubcek’s Blueprint for Freedom: His original documents leading to the invasion of Czechoslovakia. William Kimber & Co. 1968, pp 32, 54
148. ↑  James Von Geldern; Lewis Siegelbaum. “The Soviet-led Intervention in Czechoslovakia”. Soviethistory.org. 2009년 8월 17일에 원본 문서에서 보존된 문서. 2008년 3월 7일에 확인함.
149. ↑  “Document #81: Transcript of Leonid Brezhnev's Telephone Conversation with Alexander Dubček, August 13, 1968”. 《The Prague Spring '68》. The Prague Spring Foundation. 1998. 2008년 1월 23일에 확인함.
150. ↑  Navrátil, 2006, p.36 & 172–181.
151. ↑  Navrátil, 2006, p.326–329.
152. ↑  Ouimet, Matthew (2003). 《The Rise and Fall of the Brezhnev Doctrine in Soviet Foreign Policy》. University of North Carolina Press, Chapel Hill and London. 34–35쪽.
153. ↑  “Soviet Invasion of Czechoslovakia”. 《Military》. GlobalSecurity.org. 2005-04-27. 2007년 1월 19일에 확인함.
154. ↑  Grenville, 2005, p.780.
155. ↑  Chafetz, Glenn (1993-04-30). 《Gorbachev, Reform, and the Brezhnev Doctrine: Soviet Policy Toward Eastern Europe, 1985–1990》. Praeger 출판사s. 10쪽. 0275944840.
156. ↑  Čulík, Jan. “Den, kdy tanky zlikvidovaly české sny Pražského jara”. Britské Listy. 2007년 9월 28일에 원본 문서에서 보존된 문서. 2008년 1월 23일에 확인함.
157. ↑  Williams, 1997, p.xi.
158. ↑  Goertz, 1995, p.154–157.
159. ↑  Williams, 1997, p.164.
160. ↑  Crampton, 1997, p.338.
161. ↑  See various uses of this term in the following publications. The term is a play on a more widely used term for 1848 revolutions, the Spring of Nations.
162. ↑  E. Szafarz, "The Legal Framework for Political Cooperation in Europe" in The Changing Political Structure of Europe: Aspects of International Law, Martinus Nijhoff Publishers. ISBN 0-7923-1379-8. p.221.
163. ↑  Crampton, 1997, p.381.
164. ↑  Crampton, 1997, p.392.
165. ↑  Crampton, 1997, p.394-5.
166. ↑  Crampton, 1997, p.395-6.
167. 1 2  Crampton, 1997, p.398.
168. ↑  Crampton, 1997, p.399.
169. ↑  Crampton, 1997, p.400.
170. ↑  Eastern bloc, The American Heritage New Dictionary of Cultural Literacy, Third Edition. Houghton Mifflin Company, 2005.
171. ↑  Hirsch, Donald, Joseph F. Kett, James S. Trefil, The New Dictionary of Cultural Literacy',' Houghton Mifflin Harcourt, 2002, ISBN 0-618-22647-8, page 230
172. ↑  Satyendra, Kush, Encyclopaedic dictionary of political science, Sarup & Sons, 2003, ISBN 81-7890-071-8, page 65
173. ↑  Chopra, Ramesh, Dictionary Of Political Science, Gyan Books, 2005, ISBN 81-8205-223-8, page 35
174. ↑  Ludlow, N. Piers, European integration and the Cold War: Ostpolitik-Westpolitik, 1965–1973, Routledge, 2007, ISBN 0-415-42109-8, page 37, 39
175. ↑  Ahonen, Pertti, After the expulsion: West Germany and Eastern Europe, 1945–1990, Oxford University Press, 2003, ISBN 0-19-925989-5, page 125-126 & 183
176. ↑  Zwass, Adam,Globalization of Unequal National Economies: Players and Controversies, M.E. Sharpe, 2002, ISBN 0-7656-0731-X, page 214
177. ↑  Loth, Wilfried, The Division of the World, 1941–1955: 1941–1955, Routledge, 1988, ISBN 0-415-00365-2, page 297
178. ↑  Haggett, Peter, Encyclopedia of World Geography, Marshall Cavendish, 2001, ISBN 0-7614-7289-4, page 1850
179. ↑  Rees, G. Wyn "International politics in Europe: the new agenda, Routledge, 1993, ISBN 0-415-08282-X, page 6
180. ↑  Skinner, Kiron F., The strategy of campaigning: lessons from Ronald Reagan & Boris Yeltsin, University of Michigan Press, 2007, ISBN 0-472-11627-4, page 137-8

### 참고 문헌
- Beschloss, Michael R (2003). 《The Conquerors: Roosevelt, Truman and the Destruction of Hitler's Germany, 1941–1945》. Simon and Schuster. ISBN 0-7432-6085-6.
- Berthon, Simon; Potts, Joanna (2007). 《Warlords: An Extraordinary Re-creation of World War II Through the Eyes and Minds of Hitler, Churchill, Roosevelt, and Stalin》. Da Capo Press. ISBN 0-306-81538-9.
- Bideleux, Robert; Jeffries, Ian (2007). 《A History of Eastern Europe: Crisis and Change》. Routledge. ISBN 0-415-36626-7.
- Böcker, Anita (1998). 《Regulation of Migration: International Experiences》. Het Spinhuis. ISBN 90-5589-095-2.
- Brackman, Roman (2001). 《The Secret File of Joseph Stalin: A Hidden Life》. Frank Cass 출판사s. ISBN 0-7146-5050-1.
- Cook, Bernard A. (2001). 《Europe Since 1945: An Encyclopedia》. Taylor & Francis. ISBN 0-8153-4057-5.
- Crampton, R. J. (1997). 《Eastern Europe in the twentieth century and after》. Routledge. ISBN 0-415-16422-2.
- Dale, Gareth (2005). 《Popular Protest in East Germany, 1945–1989: Judgements on the Street》. Routledge. ISBN 071465408.
- Dowty, Alan (1989). 《Closed Borders: The Contemporary Assault on Freedom of Movement》. Yale University Press. ISBN 0-300-04498-4.
- Ericson, Edward E. (1999). 《Feeding the German Eagle: Soviet Economic Aid to Nazi Germany, 1933–1941》. Greenwood Publishing Group. ISBN 0-275-96337-3.
- Frucht, Richard C. (2003). 《Encyclopedia of Eastern Europe: From the Congress of Vienna to the Fall of Communism》. Taylor & Francis Group. ISBN 0-203-80109-1.
- Gaddis, John Lewis (2005). 《The Cold War: A New History》. Penguin Press. ISBN 1-59420-062-9.
- Goertz, Gary (1995). 《Contexts of International Politics》. Cambridge University Press. ISBN 0-521-46972-4.
- Grenville, John Ashley Soames (2005). 《A History of the World from the 20th to the 21st Century》. Routledge. ISBN 0-415-28954-8.
- Grenville, John Ashley Soames; Wasserstein, Bernard (2001). 《The Major International Treaties of the Twentieth Century: A History and Guide with Texts》. Taylor & Francis. ISBN 0-415-23798-X.
- Grogin, Robert C. (2001). 《Natural Enemies: The United States and the Soviet Union in the Cold War, 1917–1991》. Lexington Books. ISBN 0739101609.
- Gorodetsky, Gabriel (2001). 《Grand Delusion: Stalin and the German Invasion of Russia》. Yale University Press. ISBN 030008459.
- Hardt, John Pearce; Kaufman, Richard F. (1995). 《East-Central European Economies in Transition》. M.E. Sharpe. ISBN 1-56324-612-0.
- Harrison, Hope Millard (2003). 《Driving the Soviets Up the Wall: Soviet-East German Relations, 1953–1961》. Princeton University Press. ISBN 0-691-09678-3.
- Krasnov, Vladislav (1985). 《Soviet Defectors: The KGB Wanted List》. Hoover Press. ISBN 0-8179-8231-0.
- Lipschitz, Leslie; McDonald, Donogh (1990). 《German unification: economic issues》. International Monetary Fund. ISBN 1-55775-200-1.
- Lukacs, John (2006). 《June 1941: Hitler and Stalin》. Yale University Press. ISBN 0-300-11437-0.
- Maddison, Angus (2006). 《The world economy》. OECD Publishing. ISBN 92-64-02261-9.
- Michta, Andrew A.; Mastny, Vojtech (1992). 《East Central Europe after the Warsaw Pact: Security Dilemmas in the 1990s》. Greenwood Press. ISBN 92-64-02261-9.
- Miller, Roger Gene (2000). 《To Save a City: The Berlin Airlift, 1948–1949》. Texas A&M University Press. ISBN 0-89096-967-1.
- Miscamble, Wilson D. (2007). 《From Roosevelt to Truman: Potsdam, Hiroshima, and the Cold War》. Cambridge University Press. ISBN 0-521-86244-2.
- Murray, Williamson; Millett, Allan (2001). 《A War to be Won: Fighting the Second World War》. Harvard University Press. ISBN 0-674-00680-1.
- Navrátil, Jaromír (2006). 《The Prague Spring 1968: A National Security Archive Document Reader (National Security Archive Cold War Readers)》. Central European University Press. ISBN 963-7326-67-7.
- Nekrich, Aleksandr Moiseevich; Ulam, Adam Bruno; Freeze, Gregory L. (1997). 《Pariahs, Partners, Predators: German–Soviet Relations, 1922–1941》. Columbia University Press. ISBN 0-231-10676-9.
- O'Connor, Kevin (2003). 《The history of the Baltic States》. Greenwood Publishing Group. 0313323550.
- O'Neil, Patrick (1997). 《Post-communism and the Media in Eastern Europe》. Routledge. ISBN 0-7146-4765-9.
- Olsen, Neil (2000). 《Albania》. Oxfam. ISBN 0-85598-432-5.
- Overy, R. J. (2004). 《The Dictators: Hitler's Germany and Stalin's Russia》. W. W. Norton & Company. ISBN 0-393-02030-4.
- Pearson, Raymond (1998). 《The Rise and Fall of the Soviet Empire》. Macmillan. ISBN 0-312-17407-1.
- Piotrowski, Tadeusz (2007). 《Poland's Holocaust》. McFarland. ISBN 0-7864-0371-3.
- Pollack, Detlef; Wielgohs, Jan (2004). 《Dissent and Opposition in Communist Eastern Europe: Origins of Civil Society and Democratic Transition》. Ashgate Publishing, Ltd. ISBN 0-7546-3790-5.
- Puddington, Arch (2003). 《Broadcasting Freedom: The Cold War Triumph of Radio Free Europe and Radio Liberty》. University Press of Kentucky. ISBN 0-8131-9045-2.
- Roberts, Geoffrey (2006). 《Stalin's Wars: From World War to Cold War, 1939–1953》. Yale University Press. ISBN 0-300-11204-1.
- Roberts, Geoffrey (2002). 《Stalin, the Pact with Nazi Germany, and the Origins of Postwar Soviet Diplomatic Historiography》 4.
- Saxonberg, Steven (2001). 《The Fall: A Comparative Study of the End of Communism in Czechoslovakia, East Germany, Hungary and Poland》. Routledge. ISBN 90-5823-097-X.
- Shirer, William L. (1990). 《The Rise and Fall of the Third Reich: A History of Nazi Germany》. Simon and Schuster. ISBN 0-671-72868-7.
- Smith, David James; Pabriks, Artis; Purs, Aldis; Lane, Thomas (2002). 《The Baltic States: Estonia, Latvia and Lithuania》. Routledge. ISBN 0-415-28580-1.
- Taagepera, Rein (1993). 《Estonia: Return to Independence》. Westview Press. ISBN 0-8133-1703-7.
- Teichova, Alice; Matis, Herbert (2003). 《Nation, State, and the Economy in History》. Cambridge University Press. ISBN 0-521-79278-9.
- Tucker, Robert C. (1992). 《Stalin in Power: The Revolution from Above, 1928–1941》. W. W. Norton & Company. ISBN 0-393-30869-3.
- Turner, Henry Ashby (1987). 《The Two Germanies Since 1945: East and West》. Yale University Press. ISBN 0-300-03865-8.
- Turnock, David (1997). 《The East European economy in context: communism and transition》. Routledge. ISBN 0-415-08626-4.
- Wegner, Bernd (1997). 《From Peace to War: Germany, Soviet Russia, and the World, 1939–1941》. Berghahn Books. ISBN 1-57181-882-0.
- Weinberg, Gerhard L. (1995). 《A World at Arms: A Global History of World War II》. Cambridge University Press. ISBN 0-521-55879-4.
- Wettig, Gerhard (2008). 《Stalin and the Cold War in Europe》. Rowman & Littlefield. ISBN 0-7425-5542-9.
- Williams, Kieran (1997). 《The Prague Spring and its Aftermath: Czechoslovak Politics, 1968–1970》. Cambridge University Press. ISBN 0-521-58803-0.